# Dakar
Pour les articles homonymes, voir Dakar (homonymie).

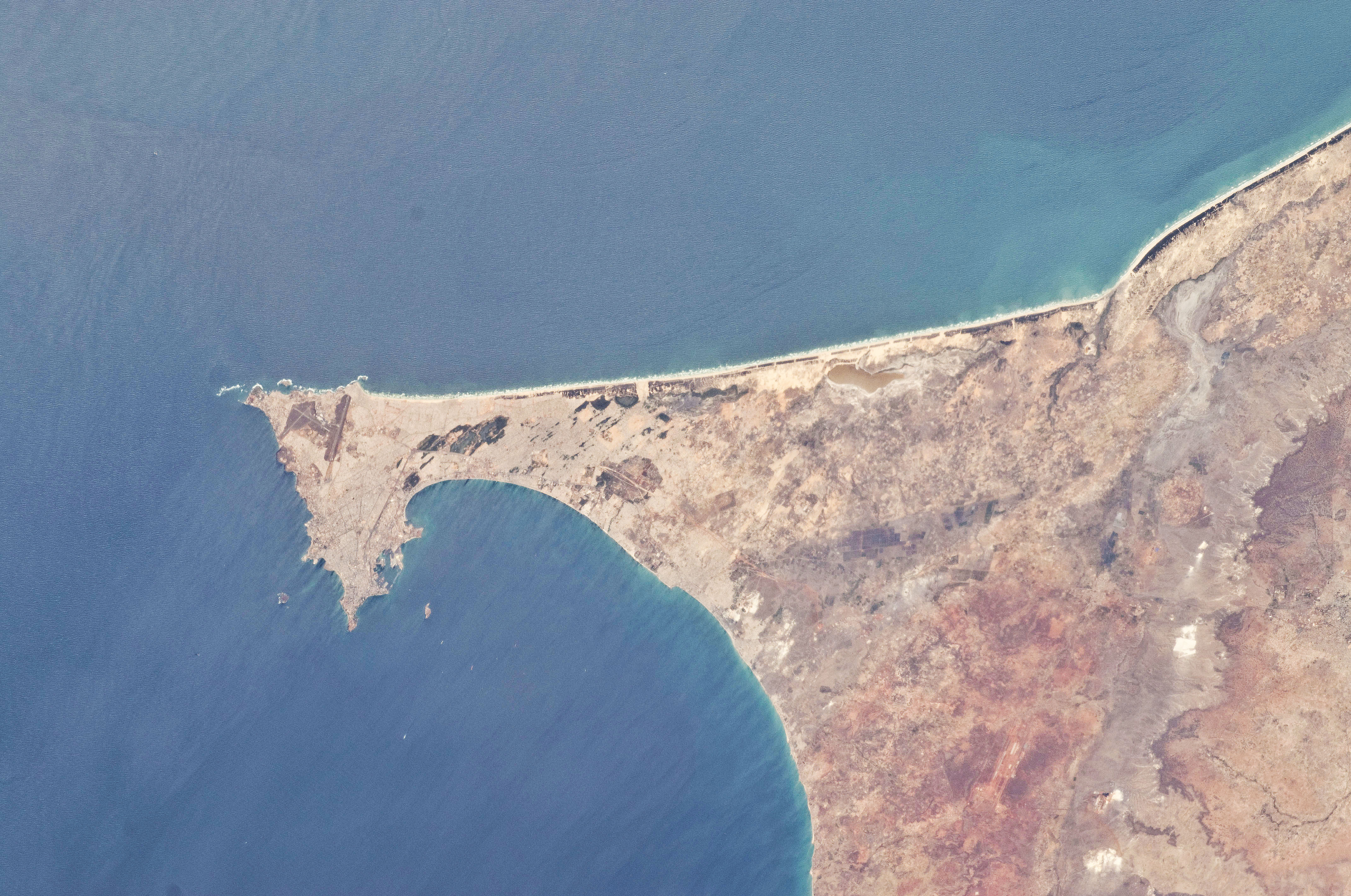
Photographie aérienne de Dakar en 2011 depuis la station spatiale internationale.

La ville de Dakar (en wolof : Ndakaaru) est la capitale de la république du Sénégal et de la région de Dakar. Elle compte 1 056 009 habitants sur les 3 630 000 habitants (estimation 2018) que compte l'ensemble de la région de Dakar. C'est une des quatre communes historiques du Sénégal et la capitale de l'Afrique-Occidentale française (AOF) de 1902 à 1960.
Sous la double action des apports migratoires depuis les campagnes et de l'accroissement naturel, la région de Dakar s'est très rapidement développée. Elle est ainsi passée de 400 000 habitants en 1970 à 3,6 millions d'habitants en 2018 soit une augmentation de près de 5 % par an. Métropole macrocéphale, elle accueille la moitié de la population urbaine du pays.
Sa situation à l'extrémité occidentale de l'Afrique, sur l'étroite presqu'île du Cap-Vert, a favorisé l'installation des premiers colons, puis le commerce avec le Nouveau Monde, et lui confère une position privilégiée à l'intersection des cultures africaines et européennes. Organisatrice du premier Festival mondial des Arts nègres voulu par le président Léopold Sédar Senghor en 1966, la ville est le siège de l'Institut fondamental d'Afrique noire et de la Banque centrale des États de l'Afrique de l'Ouest.
N'occupant que 0,28 % du territoire national, la région de Dakar regroupe sur 550 km2, 25 % de la population et concentre 80 % des activités économiques du pays.

## Toponymie
Le nom de Dakar apparaît pour la première fois sur une carte en 1750 lorsque le botaniste français Michel Adanson effectue un croquis du Cap-Vert.
Dakar pourrait être la version francisée de ndakarou, l'appellation locale, dont l'étymologie reste incertaine, peut-être dérivée de l'expression wolof deuk raw signifiant « ce qui s'y installe sera en paix » ou encore de dekk-raw, une association de dekk (pays) et raw (s'échapper). Selon la même source, il pourrait aussi s'agir du terme wolof dakhar, qui désigne le tamarinier, un arbre très présent sur la côte à l'arrivée des Lébous au XVIe siècle.
La localité étant évoquée dans certains documents sous le nom de « d'Accard », on a également pu y voir la référence à un négociant ou marin français peu connu de la fin du XVIIe siècle, nommé Accar ou d'Accard.

## Histoire

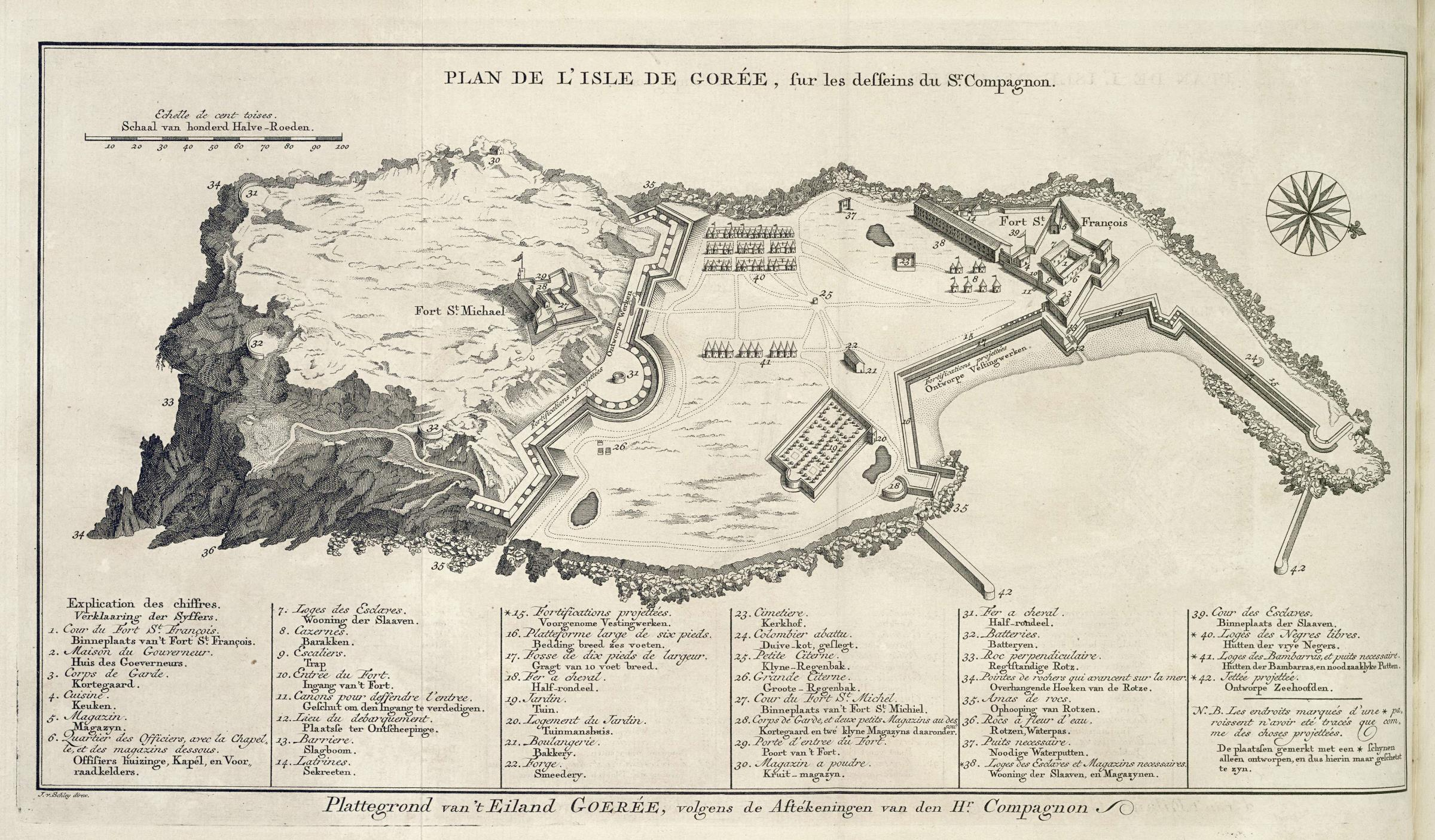
L'île de Gorée vers 1747.

Dakar ou encore la presqu’île du Cap-Vert a toujours été administrée par un gouvernement de la République lébou depuis 1793. D'ailleurs quand les premiers colons débarquent à Dakar, ils trouvent sur place les Lébous. La République lébou qui existe toujours a fait face aux colons avec courage et détermination pendant des années. Les colons les respectaient de par leur attitude noble. Traditionnellement pêcheurs, agriculteurs, ils étaient aussi de remarquables commerçants.

### Les origines
Les grattoirs, poinçons, haches, colliers de coquillages et autres vestiges découverts sur la côte occidentale de la presqu’île du Cap-Vert (pointe des Almadies, Ouakam) ou bien à l’est (Hann, Bel-Air) attestent d’une présence humaine sporadique sur la façade atlantique dès le Paléolithique, puis d’un peuplement de l’ensemble de la péninsule au Néolithique.
Les premiers habitants sont des Mandingues. Ce sont eux que découvre le navigateur portugais Dinis Dias lorsqu’il débarque sur ces rivages en 1444. À la fin du XVe siècle des pêcheurs lébous fuyant le Tekrour, un royaume situé au nord-est du fleuve Sénégal, commencent à s’y établir. Au XVIIe siècle, leur village ne comporte qu’une trentaine de huttes. Dans l’intervalle l’île de Gorée toute proche, que Dinis Dias avait d’abord nommée Palma, attise davantage les convoitises. Prise et reprise une quinzaine de fois, par les Hollandais (qui la rebaptisent Goed Reed, bonne rade), les Anglais et les Français, l’île connaît une histoire plus mouvementée. Quant à Dakar, la localité voit son nom matérialisé pour la première fois sur une carte lorsqu’en 1750 le naturaliste français Michel Adanson le fait apparaître sur un croquis du cap Vert. En 1843, elle ne comprend toujours, selon le témoignage de Paul Boutet que « plusieurs centaines de cases, toutes construites dans le même genre […], toutes en roseaux, de forme cylindrique et recouvertes à peu près comme les ruches d’abeilles de nos pays ».

### L'empreinte coloniale

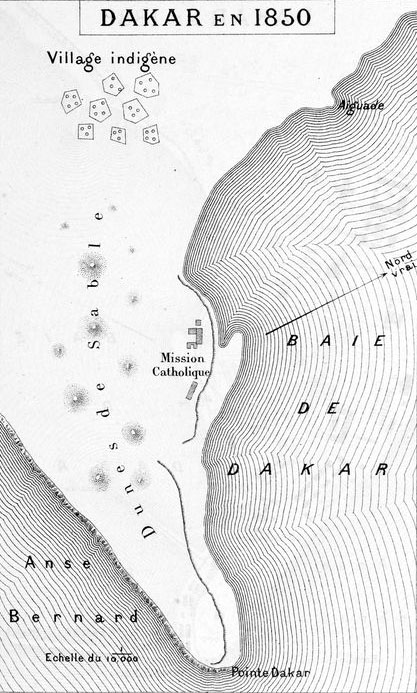
Dakar en 1850.

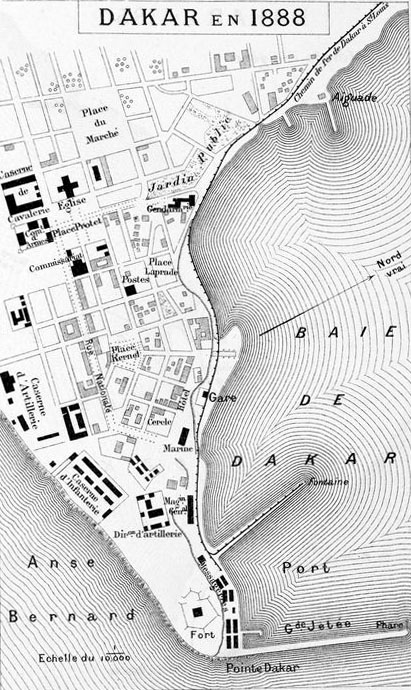
Dakar en 1888.

Tandis que Gorée s'enrichit grâce au commerce de l'arachide dont les notables mulâtres sont les initiateurs, la démographie galopante fait que ces derniers et leurs épouses signares se sentent bientôt à l'étroit sur la petite île ; c'est la raison pour laquelle, la signare Anna Colas Pépin, son époux François de Saint Jean, maire de Gorée, et le conseil municipal de l'île, demandent la création de la ville nouvelle de Dakar à deux reprises le 3 janvier 1846 et le 25 janvier 1848. Les notables mulâtres de Gorée ne craignent plus les possibles incursions du damel du Cayor et exigent de l'administration coloniale avant même l'abolition de l'esclavage des terres et une aide financière pour leurs ex-serviteurs ; un certain nombre de nouveaux propriétaires de terrain à Dakar sont ainsi d'ex-serviteurs des Signares. L'idée d'une expansion sur le continent fait son chemin. Sous le Second Empire, les troupes françaises, conduites par le capitaine Protet, prennent possession de la côte en 1857. Un petit fort y est construit, sur lequel le pavillon français est hissé. Dakar reste pourtant un « véritable labyrinthe de rues et d'impasses, de tours et de détours », au milieu de la brousse et des dunes. Malgré la construction de quelques maisons de commerce, la bourgade n’est pas encore une vraie ville. Le colonel du génie Émile Pinet-Laprade est son véritable fondateur. Un premier plan cadastral est élaboré en juin 1858. La construction du phare des Mamelles est lancée en 1859, les travaux du port commencent en 1860. Un nouveau plan d’alignement de la ville est proposé par Pinet-Laprade en juin 1862.
La nouvelle cité ne se développe pas sans mal. En 1869, une épidémie de choléra fait des ravages et Pinet-Laprade y succombe lui-même le 17 août. En 1872, un « statut communal » (dit des « quatre communes ») est accordé à la population, ce qui donne une citoyenneté. Alors que Dakar devient centre d’arrondissement à la place de Gorée en 1875, des résistances subsistent, comme en témoignent ces observations du colonel Canard : « Les propriétaires de terrains où l’on pourrait bâtir habitent tous à Gorée et ne paraissent pas disposés à faire construire des maisons à Dakar » (1876) ; « Dakar est toujours très calme, il est même triste. Peu de maisons, peu d’habitants, peu de commerces et pas d’industrie » (1878). La raison de cette présence faible des notables goréens à Dakar est que la ville de Rufisque sur la petite côte connaissait un développement économique important grâce à l'arachide ; ces familles bourgeoises mulâtres et nègres préféraient donc s'installer majoritairement dans cette ville. Ce n'est que lorsque la ville de Dakar eut un quai moderne et que le Warf de Rufisque devint obsolète qu'ils s'installèrent massivement à Dakar. Un nouveau plan cadastral est élaboré en 1876 et deux ans plus tard Dakar compte environ 1 600 habitants. Le 17 juin 1887 Dakar devient une commune distincte. Elle ne dépend plus de Gorée et Jean Alexandre devient son premier maire le 9 décembre 1887. De gros travaux d’aménagement et d’assainissement sont entrepris. La population de Dakar atteint 8 737 habitants, alors que Gorée n’en compte que 2 100.

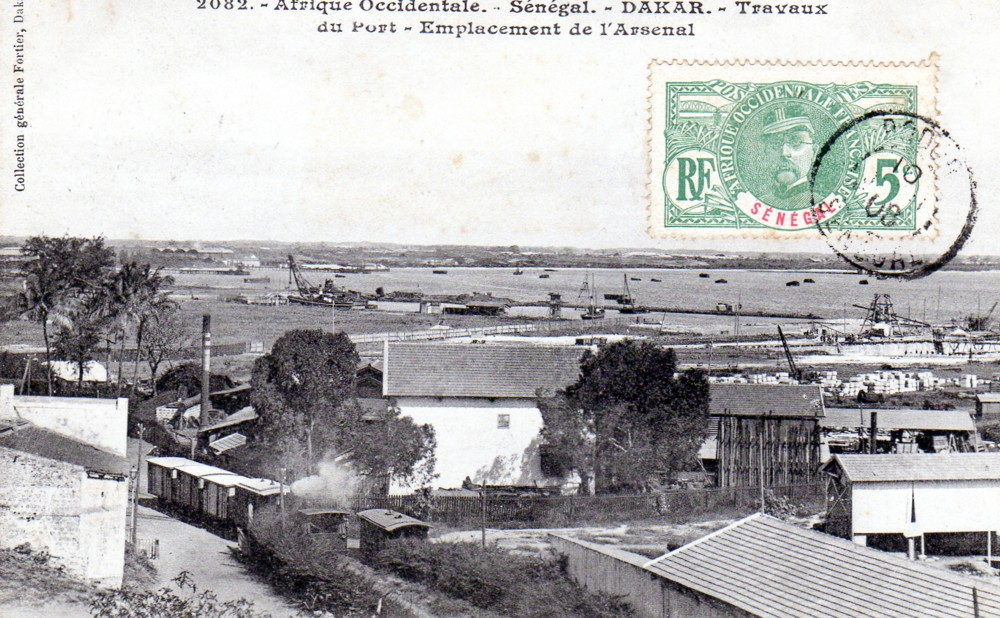
Travaux du port vers 1908.

En parallèle, notamment avec la construction de la gare et de la ligne de chemin de fer, la ville rivalise aussi avec Saint-Louis. Elle l’emporte pourtant en devenant en 1902 la capitale de l’AOF (Afrique-Occidentale française). Son premier gouverneur général, Ernest Roume, lance de gros travaux d’urbanisme, parmi lesquels figurent le Palais du gouverneur, l’actuel Palais présidentiel, ainsi que le marché Kermel.
De 18 500 en 1904, Dakar passe à 25 000 habitants en 1909 et devient le premier port du Sénégal. La reconstruction de la gare ferroviaire est entreprise et l’Hôtel de ville est édifié en 1918.

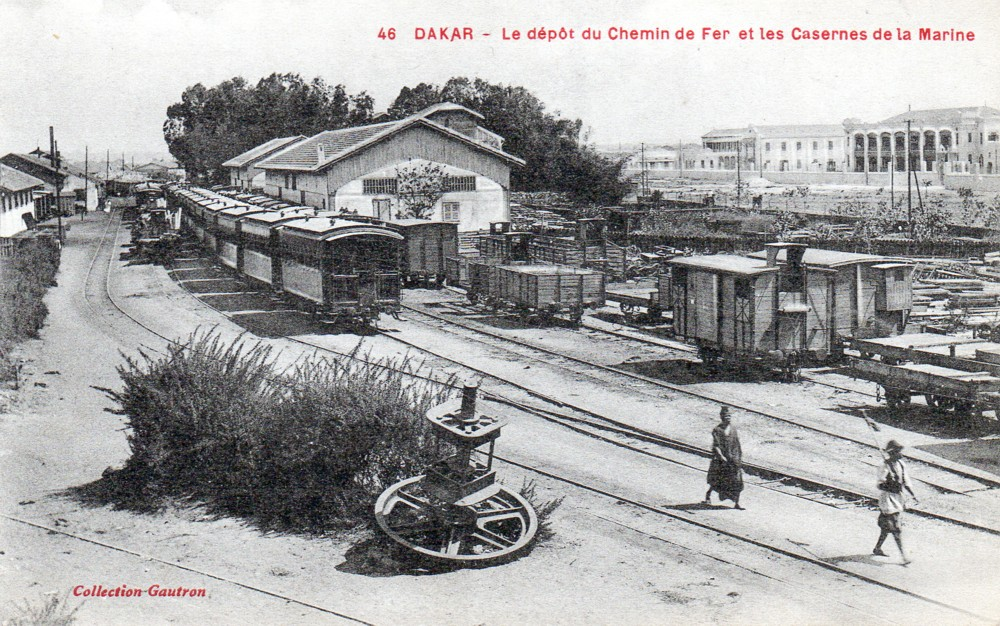
Le dépôt du chemin de fer vers 1910.

Blaise Diagne qui a obtenu la citoyenneté pleine de tous les habitants des quatre communes en 1916, est élu maire de Dakar en 1920 et le restera jusqu’à sa mort en 1934. En 1921, la capitale compte 32 440 habitants dont 1 661 Européens, alors que l’île se dépeuple progressivement pour se réduire à 700 habitants en 1926. Gorée est finalement rattachée à Dakar en 1929. Pendant cette période on observe une vague d’immigration libanaise ; cette immigration libanaise a en réalité commencé dès 1890 à Saint Louis. Dans la capitale ces nouveaux venus s’intègrent le plus souvent dans le petit et moyen commerce. La cathédrale du Souvenir africain est inaugurée le 31 mars 1929 en présence de nombreuses personnalités dont Blaise Diagne. Une des cloches de la Cathédrale est offerte par Armand-Pierre Angrand et sa famille. À la fin des années 1930, l'agglomération compte 100 000 habitants.
Pendant la Seconde Guerre mondiale le contrôle de l'AOF constitue un enjeu non négligeable. Une tentative de débarquement des Alliés (Opération Menace) échoue le 25 septembre 1940, au bout d'une lutte fratricide connue sous le nom de bataille de Dakar.

### Une capitale cosmopolite
En 1947, le président Vincent Auriol est le premier chef d’État français à se rendre en visite officielle en Afrique noire. À ce moment-là, Dakar compte environ 135 000 habitants. L'essor démographique engendre une pénurie de logements, d'emplois et de matières premières. Le 26 août 1958 le général de Gaulle se rend à son tour à Dakar où il est accueilli fraîchement par des manifestants réclamant l’indépendance du pays, qui se concrétisera deux ans plus tard. Dakar devient d'abord la capitale de l'éphémère Fédération du Mali, puis celle de la République du Sénégal le 4 avril 1960.
Dans la foulée de la décolonisation, la Grande Mosquée de Dakar est édifiée en 1964.
En juin 1978, le siège de la Banque centrale des États de l'Afrique de l'Ouest (BCEAO) est transféré de Paris à Dakar.
Plusieurs réformes portant sur la décentralisation et la déconcentration marquent des étapes importantes dans l'évolution de la commune, d’abord en 1972, puis en 1983 et surtout en 1996 lorsque la commune de Dakar est découpée en 19 communes d'arrondissement.
Le 3 avril 2010, le Monument de la Renaissance africaine est inauguré pour le cinquantenaire de l'indépendance sénégalaise. Il est haut de 52 mètres et a été construit par des Nord-Coréens. Peu avant son inauguration, des centaines de personnes ont manifesté dans les rues de Dakar pour demander la démission de Abdoulaye Wade, le président du Sénégal, car cette statue a coûté entre 9 milliards et 15 milliards de francs CFA  (15 à 23 millions d'euros) alors que le pays connaît une crise économique et que la moitié de la population vit sous le seuil de pauvreté.
L'agglomération dépasse depuis 2010 les trois millions d'habitants et son engorgement croissant (pas facilité par la position géographique de la ville qui lui permet difficilement de s'étendre) constitue un défi majeur pour les transports, le développement et l'environnement, à tel point que la fondation d'une nouvelle capitale administrative est à l'étude depuis cette même année.
En avril 2025, le boulevard Charles de Gaulle est débaptisé, et porte désormais le nom de l'ancien premier ministre sénégalais Mamadou Dia.

## Géographie

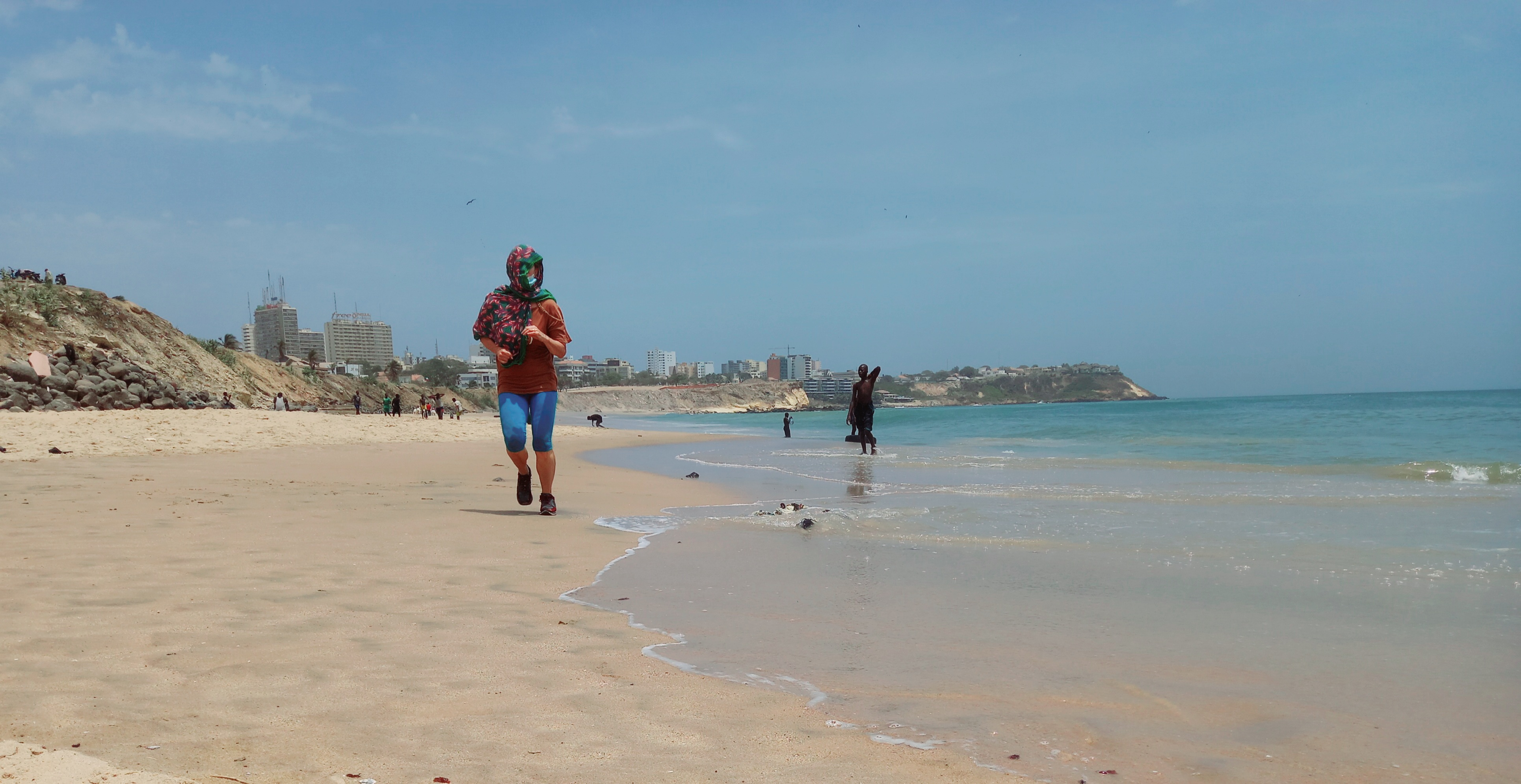
Plage à Dakar.

Dakar est située à 167 km au nord-ouest de Banjul, à 408 km au sud-sud-ouest de Nouakchott, à 705 km au nord-ouest de Conakry et à 1 046 km à l'ouest-nord-ouest de Bamako. La cité se trouve sur un ancien volcan — aujourd'hui surmonté par le phare des Mamelles — qui aura donné, après une longue érosion, le promontoire rocheux de la presqu'île du Cap-Vert, l'île de Gorée au sud, les îles de la Madeleine à l'ouest et l'île de Ngor au nord. Du Plateau administratif aux faubourgs tentaculaires de Pikine et Guediawaye, le Grand Dakar s'étend sur la quasi-totalité de la presqu'île du Cap-Vert.

### Climatologie
Dans une zone subtropicale désertique, Dakar bénéficie d'un microclimat de type « désert doux » (BWn) dans la classification de Köppen, influencé par les alizés maritimes et la mousson. La saison chaude et humide s'étend de juin à octobre avec des températures avoisinant 27 °C et un pic de précipitations en août (250 mm). Des inondations exceptionnelles se sont produites en août 2005. Pendant la saison sèche et un peu plus fraîche qui commence en novembre et dure jusqu'en mai, il ne pleut pratiquement pas (environ 1 mm par mois).
| Mois                                        | Janv. | Fév. | Mars | Avr. | Mai | Juin | Juil. | Août | Sept. | Oct. | Nov. | Déc. | Année |
| ------------------------------------------- | ----- | ---- | ---- | ---- | --- | ---- | ----- | ---- | ----- | ---- | ---- | ---- | ----- |
| Température mensuelle moyenne minimale (°C) | 15    | 16   | 18   | 19   | 21  | 21   | 22    | 23   | 23    | 23   | 20   | 18   | 20    |
| Température mensuelle moyenne (°C)          | 18    | 19   | 20   | 21   | 22  | 23   | 24    | 25   | 24    | 23   | 22   | 21   | 22    |
| Température mensuelle moyenne maximale (°C) | 21    | 21   | 22   | 23   | 24  | 26   | 27    | 27   | 26    | 24   | 23   | 22   | 24    |
| Précipitations (hauteur moyenne en mm)      | 2     | 1    | 0    | 0    | 0   | 8    | 0     | 117  | 87    | 19   | 0    | 3    | 237   |
| Source:                                     |       |      |      |      |     |      |       |      |       |      |      |      |       |

### Population
Depuis 1955, l'évolution démographique de la ville de Dakar a été :
| 1955    | 1960    | 1976    | 1988    |
| ------- | ------- | ------- | ------- |
| 231 000 | 302 920 | 514 656 | 686 999 |

| 2002    | 2013      | 2023      | - |
| ------- | --------- | --------- | - |
| 955 897 | 1 146 052 | 1 250 000 | - |

| Histogramme de l'évolution démographique de Dakar |           |
| \| 1955 \| 231 000 \| \| 1960 \| 302 920 \| \| 1976 \| 514 656 \| \| 1988 \| 686 999 \| \| 2002 \| 955 897 \| \| 2013 \| 1 146 052 \| \| 2023 \| 1 250 000 \| |           |
| 1955 | 231 000   |
| 1960 | 302 920   |
| 1976 | 514 656   |
| 1988 | 686 999   |
| 2002 | 955 897   |
| 2013 | 1 146 052 |
| 2023 | 1 250 000 |

Dakar est l'une des plus grandes villes d'Afrique, sa croissance démographique est importante et son nombre d'habitants s'élève rapidement. D'une population de 400 000 habitants dans les années 1970, l'exode rural l'a fait plus que quadrupler en 20 ans.
Lors du recensement de 2002 la population des 19 communes d'arrondissement s'élevait à environ 955 897 personnes, pour 143 165 ménages et 77 960 concessions.
Au dernier recensement général de la population, de l'habitat, de l'agriculture et de l'élevage (RGPHAE) publié en septembre 2014, Dakar comptait 3 139 325 habitants en 2013, soit près du quart de la population totale du Sénégal (23,2 % - 13 508 715 habitants) sur une superficie représentant seulement 0,3 % de la superficie totale du pays. Avec 3 139 325 personnes, la région se classe parmi les 50 premières villes les plus peuplées d'Afrique.

### Pollution
La qualité de l'air à Dakar est mauvaise en raison des particules fines provenant en partie du désert. À Dakar, comme dans de nombreuses autres villes d'Afrique, la concentration de microparticules toxiques (PM10 et PM2.5) ainsi que le taux de pollution atmosphérique dépasse 7 fois les taux de pollutions autorisés selon les normes internationales.
De ce fait, la mairie de Dakar a mis en place plusieurs recommandations sanitaires comme limiter les activités sportives ou encore consulter un médecin si besoin.

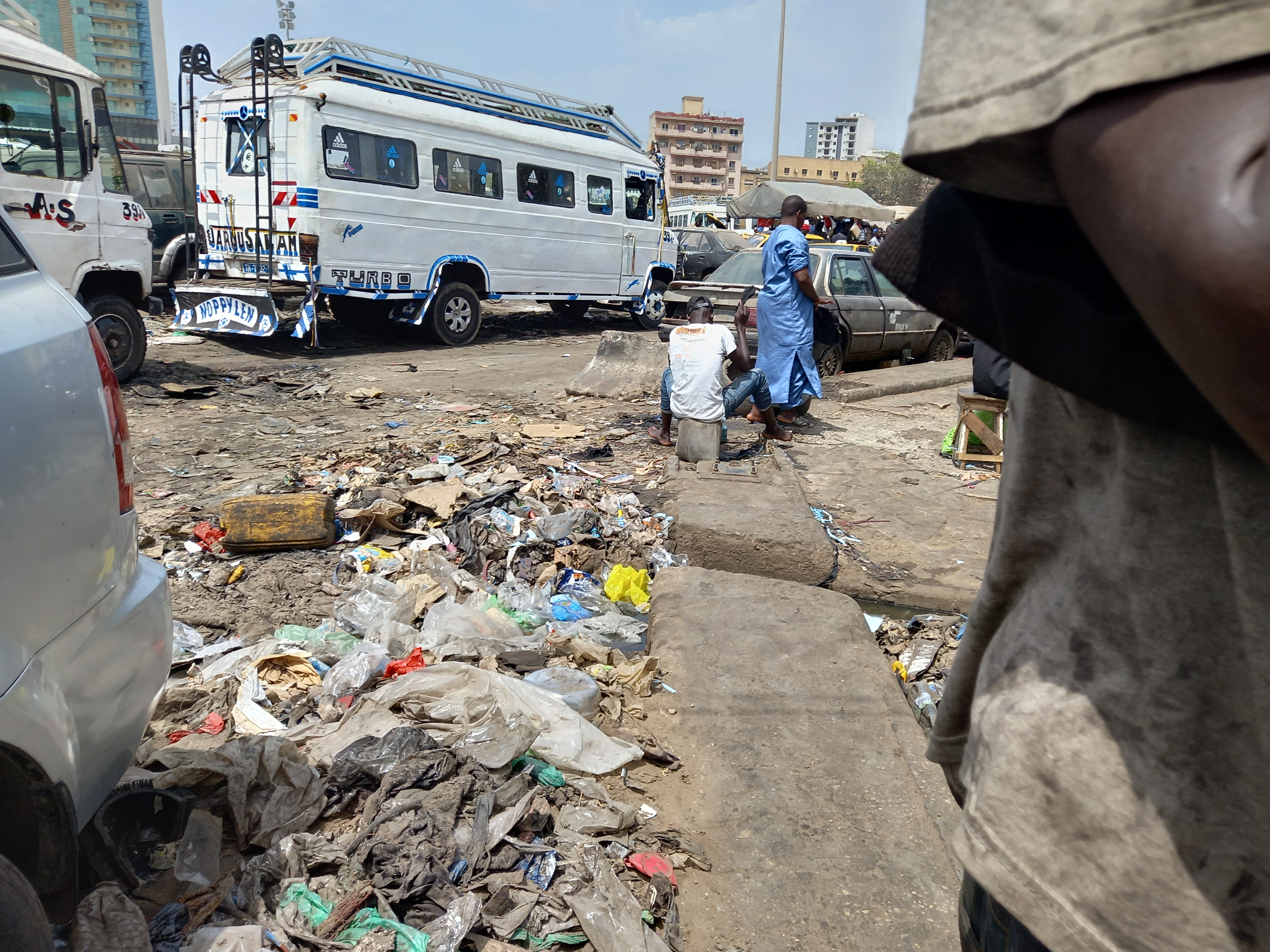
Une rue encombrée de détritus, à Dakar.

La ville de Dakar génère également énormément de déchets. Pour lutter contre ce problème, la ville a mis en place la direction de la planification et du développement durable. En effet, la gestion des ordures est problématique car plusieurs acteurs interviennent, dans une cohésion difficile. En 2015, le maire avait proposé que la thématique énergie-climat soit privilégiée.
Les collectivités territoriales sont des acteurs essentiels à l'adaptation au changement climatique (ex. : COP 21). Les collectivités territoriales mobilisent les multiples acteurs locaux pour favoriser les évolutions de comportements des citoyens. Au-delà de la réflexion sur la question climatique, les séminaristes sont allés à la rencontre de terrains et d'acteurs clés du territoire de Dakar.
Depuis le début des années 2010, les pics de pollution tendraient à s'intensifier.

### Transports

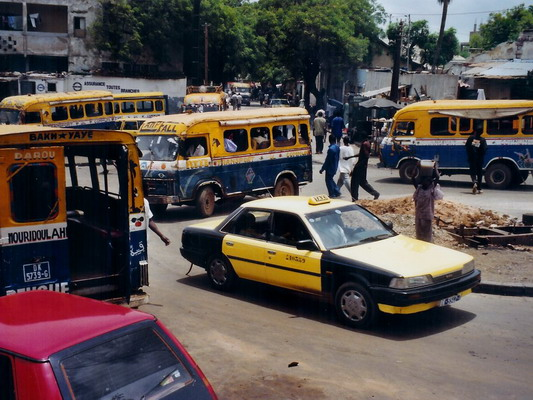
Taxi et bus à Dakar.

La presqu’île attire rapidement l'attention des premiers navigateurs et les premiers colons savent d’emblée tirer profit de la position stratégique de la ville pour développer les échanges commerciaux, y compris dans le cadre de la traite négrière atlantique. Le climat favorable ainsi qu’une rade en eau profonde des plus sûres constituent autant d’atouts supplémentaires, que l’administration coloniale cultive en construisant notamment un port et une gare. Un chemin de fer est construit, reliant Dakar à Saint-Louis.
Le 21 mars 2022, la ville de Dakar annonce l'acquisition de bus électriques dans l'optique de désengorger la capitale, car les embouteillages coûtent chaque année 152 millions d'euros à la ville. Les premiers bus sont entrés en service au début de 2024.

#### Bus
La ville possède un système d'autobus public, le Dakar Dem Dikk, lancé en 2000. Il compte 45 lignes, 1086 arrêts et transporte plus de 40 millions de passagers annuellement.

#### BRT (BHNS)
Le BRT de Dakar (Bus Rapid Transit) est une ligne de BHNS dont les travaux ont commencés en 2020 et qui a été inaugurée en janvier 2024 par le président du Sénégal Macky Sall. Elle relie le centre-ville de Dakar jusqu'à Guédiawaye et doit permettre, grâce à ses 121 bus entièrement électriques, de transporter 300 000 passagers par jour, avec l'objectif de désengorger les rues de la capitale.

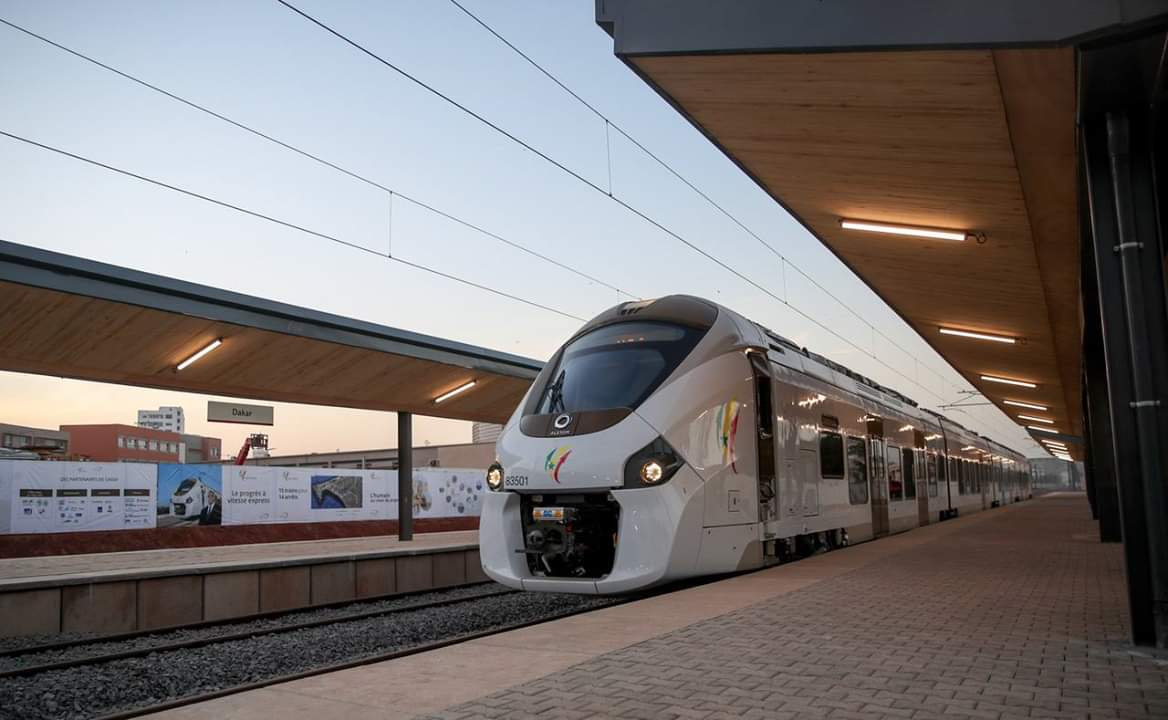
Le Train Express Régional (TER) de Dakar, en 2019

#### Train express régional (TER)
Le TER de Dakar, similaire à un RER, est en service depuis le 27 décembre 2021 entre la gare de Dakar et Diamniadio. D'une longueur de plus de 36km, il peut aller jusqu'à une vitesse de 160km/h et transporte 60 000 passagers par jour. Il compte 13 stations.

#### Taxi
Le réseau de transports en commun à Dakar est très dense, avec divers types de véhicules utilisés, comme le Ndiaga Ndiaye ou encore les minicars. L'image de la ville est indissociable de ses taxis jaunes et noirs et de ses « cars rapides » hauts en couleur et parés d'inscriptions (Alhamdulillah le plus souvent), auxquels s'ajoutent aujourd'hui des minibus blancs privés. Les embouteillages sont fréquents, notamment à l'entrée de l'agglomération, de même que les chantiers de construction et de travaux publics.

#### Réseau routier
Trois axes routiers transafricains passent par Dakar:
- Transafricaine 1, Le Caire - Dakar
- Route trans-sahélienne, Dakar - N'Djamena
- Autoroute côtière trans-ouest-africaine, Dakar - Lagos

Dakar compte un réseau de voies rapides et de routes principales. On y trouve la première autoroute du Sénégal, l'Autoroute A1, ainsi que la future autoroute A3. La ville est le centre névralgique du réseau routier du pays, et on y trouve plusieurs routes nationales, comme la N1 ou la N2.

#### Transport aérien

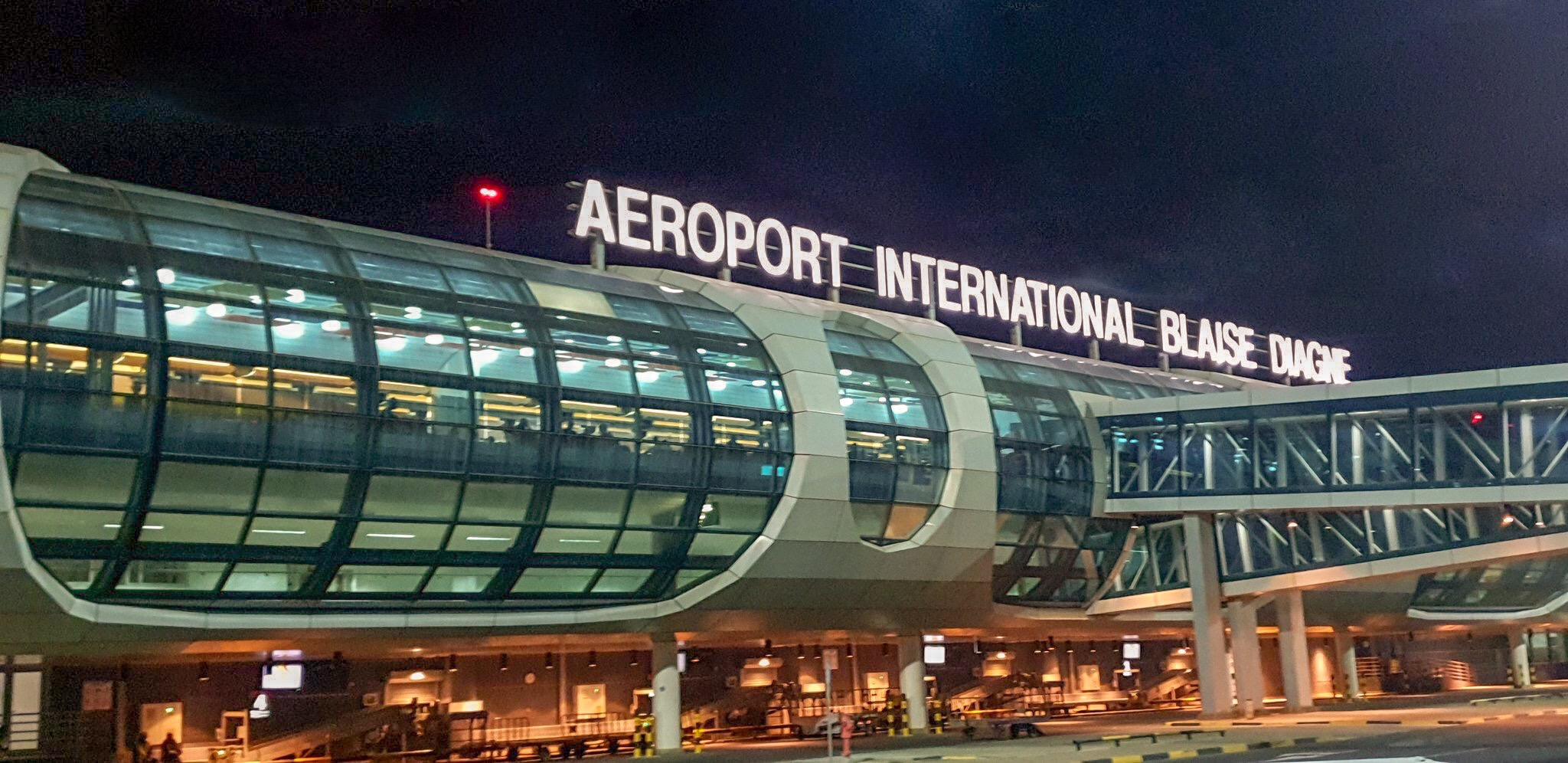
Aéroport International Blaise Diagne

La ville est reliée par le transport aérien avec l'aéroport international Blaise-Diagne qui a ouvert fin 2017, remplaçant l'ancien aéroport international Léopold-Sédar-Senghor. Il a accueilli plus de 2,9 millions de passagers en 2023.
Dakar trouve aussi sa place dans l’histoire de l’aviation. La première liaison aéropostale Toulouse-Dakar est établie en 1925. Le 21 janvier 1976, l'un des deux premiers vols supersoniques commerciaux, par avions Concorde, est celui d'Air France, sur la ligne Paris-Dakar-Rio de Janeiro.

#### Transports maritimes
La ville abrite le port autonome de Dakar, le plus grand du pays et le neuvième plus grand de l'Afrique.

## Politique et administration

### Organisation territoriale

Les dix-neuf communes de la ville-département de Dakar.

De plus en plus peuplée, la ville-département a été découpée en 1996 en 19 communes d'arrondissement (regroupées en quatre arrondissements départementaux), avant qu'elles soient toutes érigées en communes de plein exercice depuis 2013.
La plus étendue est Yoff, au nord, mais c'est à Dakar-Plateau, dans la pointe sud, que se concentrent l'activité économique et la plupart des institutions : Dakar-Plateau est le chef-lieu de son arrondissement, du département de Dakar, de la région de Dakar et la capitale du pays. Diverses institutions nationales ou ambassades et bureaux d'organisations internationales se répartissent toutefois sur les communes de ses quatre arrondissements.
Les plus touristiques sont Ngor sur la pointe des Almadies à l'ouest et surtout l'île de Gorée à l'est.
Le département de Dakar est constitué de quatre arrondissements et 19 communes d'arrondissement.
| Arrondissements     | Population (2013) | Superficie (km2) | Communes d'arrondissement                                                         |
| ------------------- | ----------------- | ---------------- | --------------------------------------------------------------------------------- |
| Almadies            | 211 315           | 30,1             | Mermoz-Sacré-Cœur • Ngor • Ouakam • Yoff                                          |
| Dakar Plateau       | 189 486           | 14,7             | Dakar-Plateau • Fann-Point E-Amitié • Gueule Tapée-Fass-Colobane • Médina         |
| Grand Dakar         | 306 728           | 18,9             | Biscuiterie • Dieuppeul-Derklé • Grand Dakar • Hann Bel-Air • HLM • Sicap-Liberté |
| Parcelles Assainies | 438 527           | 14,7             | Cambérène • Grand Yoff • Parcelles Assainies • Patte d'Oie                        |
| Total               | 1 030 594         | 78,4             |                                                                                   |

### Liste des maires

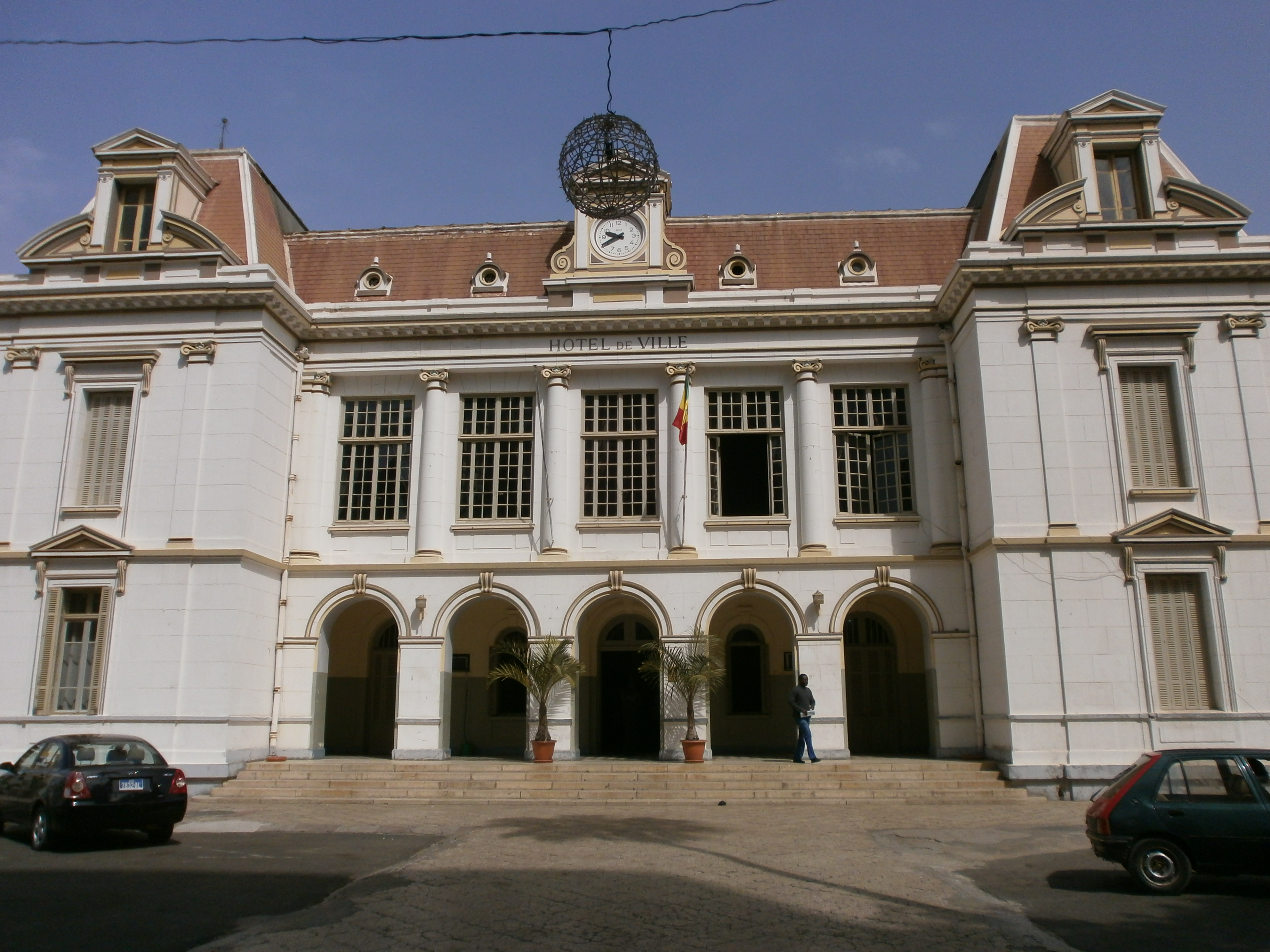
L'hôtel de ville de Dakar.

Après la révocation de Khalifa Sall le 31 août 2018, la première adjointe Soham El Wardini assure provisoirement l'interim, puis est élue maire de Dakar depuis le 29 septembre 2018. Barthélémy Dias lui succède le 23 janvier 2022. Il est démis de ses fonctions le 13 décembre 2024. Il est remplacé à titre intérimaire par la première adjointe, Ngoné Mbengue.
| Période           | Période          | Identité                       | Étiquette                                  | Qualité                                                                                        |
| ----------------- | ---------------- | ------------------------------ | ------------------------------------------ | ---------------------------------------------------------------------------------------------- |
| 1887              | 1892             | Jean Alexandre                 |                                            |                                                                                                |
| 1892              | 1896             | Charles de Margueritte Monfort |                                            |                                                                                                |
| 1896              | 1898             | Jean Alexandre                 |                                            |                                                                                                |
| 1898              | 1903             | Fernand Marsat                 |                                            | Pharmacien                                                                                     |
| 1903              | 1908             | Edmond Teisseire               |                                            |                                                                                                |
| 1908              | 1919             | Émile Germain Masson           |                                            |                                                                                                |
| 1919              | 1920             | Lavie                          |                                            |                                                                                                |
| 1920              | 1921             | Blaise Diagne                  | Parti républicain-socialiste               | Haut-fonctionnaire Député français (1914-1934)                                                 |
| 1921              | 1924             | Jules Sergent                  |                                            |                                                                                                |
| 1924              | 1934             | Blaise Diagne                  | Parti républicain-socialiste               | Haut-fonctionnaire Député français (1914-1934)                                                 |
| 1934              | 1939             | Armand Angrand                 |                                            |                                                                                                |
| 1939              | 1943             | Martine                        |                                            |                                                                                                |
| 1943              | 1945             | Alfred Goux                    |                                            |                                                                                                |
| 1945              | 1961             | Amadou Lamine-Guèye            | SFIO, Parti sénégalais d'action socialiste |                                                                                                |
| 1961              | 1964             | Joseph Gomis                   |                                            |                                                                                                |
| 1964              | 1978             | Samba Gueye                    |                                            |                                                                                                |
| 1978              | 1979             | Lamine Diack                   |                                            |                                                                                                |
| 1979              | 1984             | Amadou Clébor Sall             |                                            |                                                                                                |
| 1984              | 2002             | Mamadou Diop                   |                                            | Magistrat Ministre de la Santé                                                                 |
| 2002              | 2009             | Pape Diop                      | PDS                                        | Homme d'affaires Président de l'Assemblée nationale (2002-2007) Président du Sénat (2007-2012) |
| 2009              | 31 août 2018     | Khalifa Sall                   | Parti socialiste                           |                                                                                                |
| 29 septembre 2018 | 23 janvier 2022  | Soham El Wardini               | Alliance des forces de progrès             |                                                                                                |
| 23 janvier 2022   | 13 décembre 2024 | Barthélémy Dias                | PS                                         |                                                                                                |
| 13 décembre 2024  | En cours         | Ngoné Mbengue                  | Manko Taxawu Sénégal (en)                  |                                                                                                |

### Jumelages
| Ville | Ville         | Pays | Pays                             | Période                    |
| ----- | ------------- | ---- | -------------------------------- | -------------------------- |
|       | Ann Arbor     |      | États-Unis                       |                            |
|       | Bakou,        |      | Azerbaïdjan                      |                            |
|       | Bamako        |      | Mali                             | depuis 1974                |
|       | Bissau        |      | Guinée-Bissau                    |                            |
|       | Brazzaville   |      | République du Congo              | depuis 2015                |
|       | Dijon         |      | France                           |                            |
|       | Douala        |      | Cameroun                         | depuis 1994                |
|       | Ispahan       |      | Iran                             |                            |
|       | Jérusalem Est |      | Palestine                        |                            |
|       | Kinshasa      |      | République démocratique du Congo | depuis 2015                |
|       | Marseille     |      | France                           | depuis 1968                |
|       | Milan         |      | Italie                           | depuis le 23 avril 1974    |
|       | Niamey        |      | Niger                            |                            |
|       | Oran          |      | Algérie                          |                            |
|       | Rosario,      |      | Argentine                        | depuis le 20 novembre 1998 |
|       | Sfax          |      | Tunisie                          | depuis 1965                |
|       | Taipei        |      | République de Chine (Taïwan)     | depuis 1997                |
|       | Washington    |      | États-Unis                       |                            |

### Ambassades, consulats et représentations étrangères
En 2021, 95 pays sont représentés à Dakar, par 75 ambassades, trois consulats généraux et 14 consulats pour les principales puissances et pays voisins notamment l'Arabie Saoudite, les États-Unis, la Chine, la France, l'Allemagne, le Royaume-Uni, la Belgique, le Brésil, le Maroc, le Mali, la Mauritanie, le Cap-Vert, la Gambie.

## Économie

### Activités économiques
Le secteur industriel, traditionnellement orienté vers les industries alimentaires, chimiques ou textiles, le secteur du bois et de l’ameublement ainsi que le raffinage, rencontre aujourd’hui des difficultés. Comme ailleurs, l’industrie textile souffre des importations chinoises. Les Industries chimiques du Sénégal (ICS) traversent une grave crise depuis trois ans. L'industrie des matériaux de construction est présente dans la ville avec l'usine de ciment et de granulats du groupe français Vicat.
En même temps que l'urbanisation, le secteur tertiaire s’est développé et c’est dans la capitale, tout particulièrement à Dakar-Plateau, que se trouvent les sièges sociaux des grosses sociétés (Air Sénégal International, Grands moulins de Dakar) et des grandes banques, telles que la Société générale de banques au Sénégal, la Compagnie bancaire de l'Afrique occidentale, la Banque internationale pour le commerce et l’industrie du Sénégal ou la Banque de l’habitat du Sénégal. La haute fonction publique y est également concentrée. Les télécommunications ont le vent en poupe et la société Orange, qui a repris la Sonatel, est omniprésente dans la ville. Parallèlement, le marché immobilier joue un rôle essentiel dans l'économie, reflétant la croissance et l'évolution dynamique de la région, et contribuant significativement à la prospérité économique.
Le tourisme, notamment le tourisme d’affaires, prend de l’importance, stimulé par des événements de portée internationale tels que le Rallye Dakar ou la Biennale d’Art contemporain. La notoriété de Gorée fait de la capitale un passage obligé.
Présent dans tout le pays, le secteur informel est particulièrement actif à Dakar, notamment dans le commerce, les transports, la construction et même l'artisanat (par exemple avec le Soweto Village).
L'économie numérique n'est pas en reste et commence à trouver son modèle entre secteur formel (surtout constitué par les opérateurs télécoms et beaucoup de TPE) et informel (une myriade de prestataires de services et auto-entrepreneurs). En effet, depuis 2010, la ville monde Dakar voit de nouvelles initiatives innovantes se lancer comme le premier espace de coworking d'Afrique et action tank, qui depuis s'étend en France (à Nanterre), au Mali (Bamako), au Burkina Faso (Ouagadougou)… et relié à plus de 200 espaces dans le monde, créant ainsi une nouvelle dynamique pour les entrepreneurs de l'économie créative et permettant aux talents qui s'expriment souvent dans le secteur informel de se mettre en réseau et s'internationaliser différemment.
En résumé, Dakar est une ville qui participe pleinement au concert des nations, pour citer le président Senghor, notamment économique au regard de son rôle de plateforme pour les échanges avec la région Afrique de l'Ouest.

## Culture

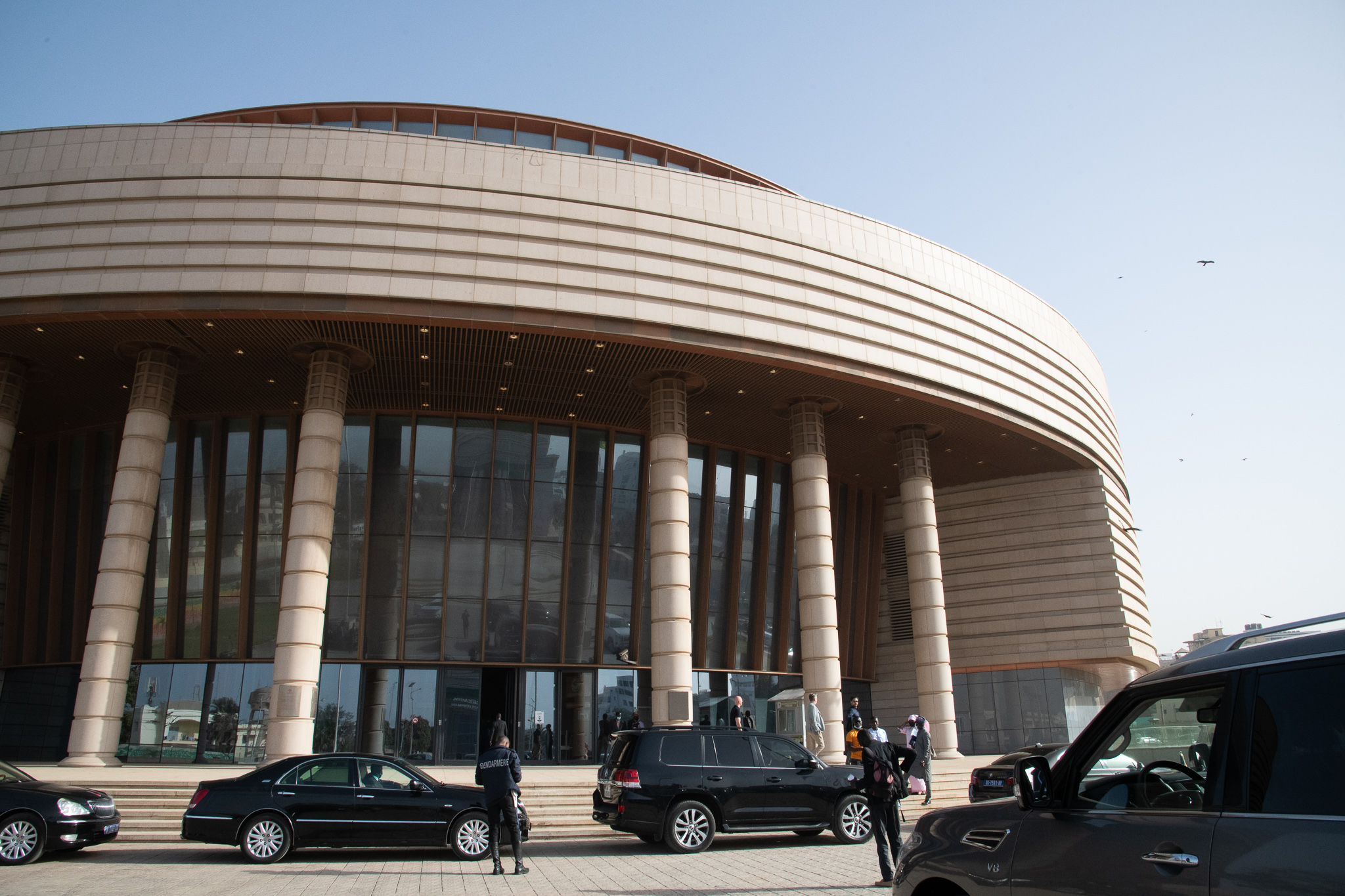
Musée des civilisation noires.

Rattaché à l'Institut fondamental d'Afrique noire, le musée Théodore-Monod d'art africain se consacre aujourd'hui aux arts et traditions de l'Afrique de l'Ouest, présentant en permanence environ 300 des 9 000 pièces qui constituent ses collections, tandis que des expositions temporaires mettent l'accent sur des thématiques particulières.
En 2018 est inauguré le Musée des civilisations noires.
Grâce à l'inscription de l'île de Gorée, en 1978, par l'UNESCO, sur la Liste du patrimoine mondial, Dakar est membre de l'Organisation des villes du patrimoine mondial, créée en 1993.
Le théâtre national Daniel-Sorano a été inauguré en 1965. Le centre culturel Blaise Senghor est actif dans toutes les disciplines artistiques et culturelles.
Il y a également l'Institut français Léopold-Sédar-Senghor qui assure à la fois la diffusion de la culture française et la promotion de la culture du Sénégal. C'est l'un des derniers endroits où l'on peut voir des films après la fermeture des salles les unes après les autres.
Le Thiossane, la discothèque de Youssou N'Dour, et Metissacana, le cybercafé de la styliste Oumou Sy, sont d'autres lieux qui comptent dans la vie culturelle dakaroise.
La ville compte plusieurs monuments tels que la Porte du Troisième millénaire, le Monument de la Renaissance africaine ou encore la Statue de Léopold Sédar Senghor.

### Musées
- Musée des civilisations noires (2018)
- Musée de la Femme Henriette-Bathily (2014)
- Musée Boribana (1998)
- Musée Théodore-Monod d'Art africain (1936)
- Liste des musées au Sénégal
- Musée historique du Sénégal à Gorée (IFAN)
- Musée de la Mer (Gorée)
- Maison des Esclaves
- Musée Senghor

### Événements culturels
Le Festival mondial des Arts nègres, organisé dans la capitale à l'initiative de Léopold Sédar Senghor en 1966 et relancé en 2010, se voulait un événement sans précédent dans l'histoire culturelle, une affirmation solennelle et festive de la négritude.
Créé en 1999, le Festival international du film de quartier tente de redynamiser le Septième Art. C'est une vitrine pour les jeunes réalisateurs et le premier marché pour le cinéma, la télévision et le multimédia.
Le Festival international de toutes les danses Kaay Fecc, lancé en 2001, est dédié à l'expression chorégraphique.
Le Dak'Art (la Biennale d'art contemporain) est l'une des principales manifestations d'Art contemporain africain, instituée en 1989.

### Langues

#### Wolof
Le wolof, l'une des six langues nationales du Sénégal, est très répandu à Dakar et est largement utilisé dans les activités quotidiennes. C'est la langue véhiculaire de la ville et elle est en situation d'expansion au détriment des autres langues nationales et du français.

#### Français
Le français est la langue officielle et la langue unique de scolarisation du système public.
En 2014, 50,0 % des habitants de Dakar de 15 ans et plus savent lire et écrire le français tandis que 49,4 % savent le parler et le comprendre.

#### Anglais
L'anglais, simple langue étrangère récemment enseignée, ne remplit pas de rôle social particulier, mais des mouvements d'opinion se sont exprimés dans la presse pour demander son accès au rang de langue officielle afin d'être de plain-pied dans la mondialisation.

### Télévision
Maîtresse d'un homme marié, un feuilleton télévisé sénégalais en wolof diffusé depuis le 25 janvier 2019 sur 2sTV et sur YouTube, se déroule à Dakar.
Il y a entre autres la série Mœurs ou encore la série Idoles qui se déroulent aussi à Dakar.

## Enseignement

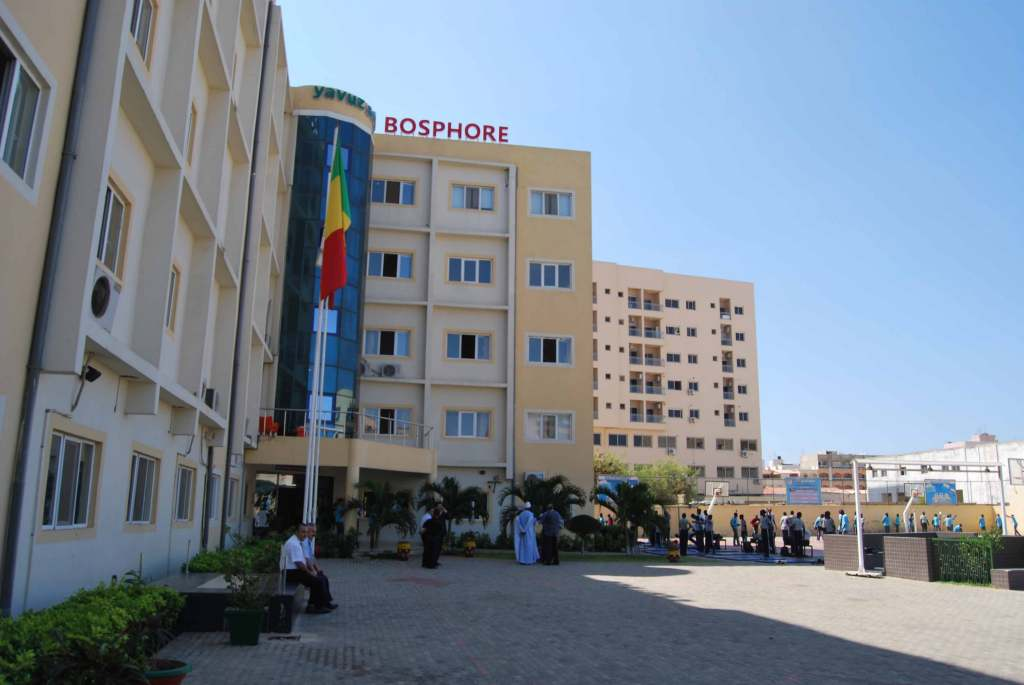
École Yavuz Selim Bosphore.

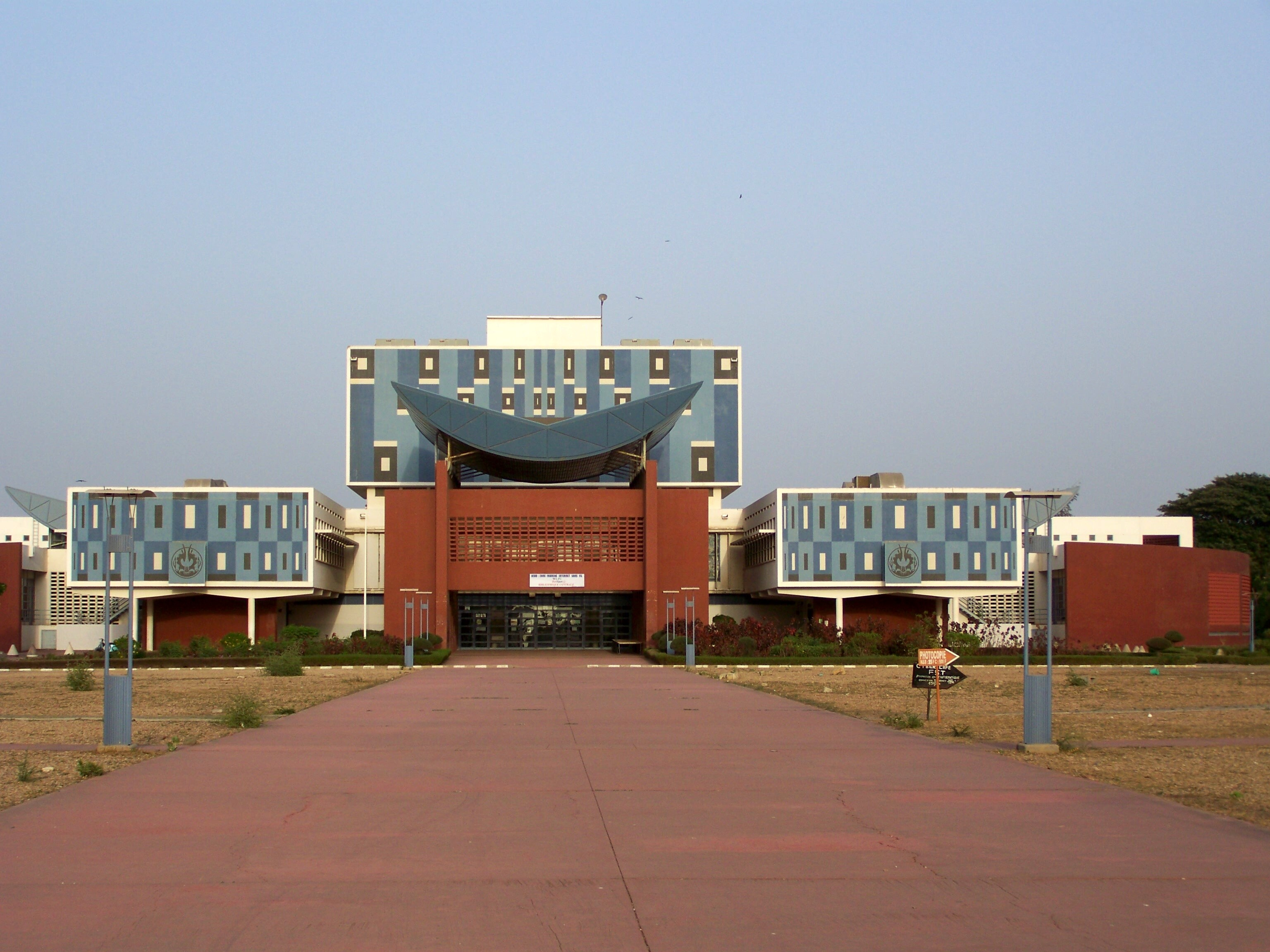
Bibliothèque de l'université Cheikh-Anta-Diop.

En 2000 le Forum mondial sur l'éducation a été organisé à Dakar, sous l'égide de l'UNESCO.
Comme d'autres, le secteur de l'éducation doit faire face à l'explosion démographique de la capitale, une croissance qui, pour les plus favorisés, fait parfois la part belle à l'enseignement privé.

### Enseignement primaire et secondaire
Dakar abrite une quinzaine d’établissements d’enseignement secondaire. Les lycées publics sont le lycée Blaise-Diagne, le lycée Lamine-Guèye (anciennement Van Vollenhoven), le lycée Seydina Limamou Laye, le lycée John-Fitzgerald-Kennedy destiné aux jeunes filles mais ce n'est pas la seule école destinée aux jeunes filles, le lycée des Parcelles Assainies, le récent lycée Moderne de Dakar (LMD), le lycée Thierno Saïdou Nourou Tall (connu auparavant sous le nom de lycée d’application), le lycée Galandou Diouf, le Lycée de Pikine, le Lycée Banque Islamique ainsi que le lycée Maurice-Delafosse qui prépare également aux carrières industrielles ou commerciales. Il y a des écoles bilingues et anglophones comme : W.A.C.A. (West African College of the Atlantic), S.A.B.S. (Senegalese American Bilingual School), E.A.B. (École Actuelle Bilingue).
Il faut y ajouter le lycée français Jean-Mermoz à Ouakam, qui reçoit la plupart des enfants d'expatriés. Plusieurs écoles catholiques privées telles que le très cosmopolite Cours Sainte-Marie de Hann, l'Institution Notre-Dame de Dakar, le Collège de la Cathédrale le Collège Sacré Cœur, le Complexe Saint Michel ou l’Institution Sainte Jeanne d’Arc sont aussi présentes dans la capitale. Nombre de ces établissements comportent aussi des classes primaires.

### Enseignement supérieur
Une grande partie de l'enseignement supérieur sénégalais reste concentrée dans la capitale. Outre l'université Cheikh-Anta-Diop (UCAD) qui accueille près de 60 000 étudiants, on peut citer l'École nationale d'administration, l'École nationale d'économie appliquée, l'École inter-États des sciences et médecine vétérinaires, l'École normale supérieure d'enseignement technique et professionnel mais aussi nombre d'établissements privés, choisis par les familles inquiètes de l'engorgement croissant de l'Université.
Le Centre africain d'études supérieures en gestion (Cesag), une grande école publique, a mis sur pied un MBA avec les universités de Paris I et de  Paris Dauphine.

## Architecture

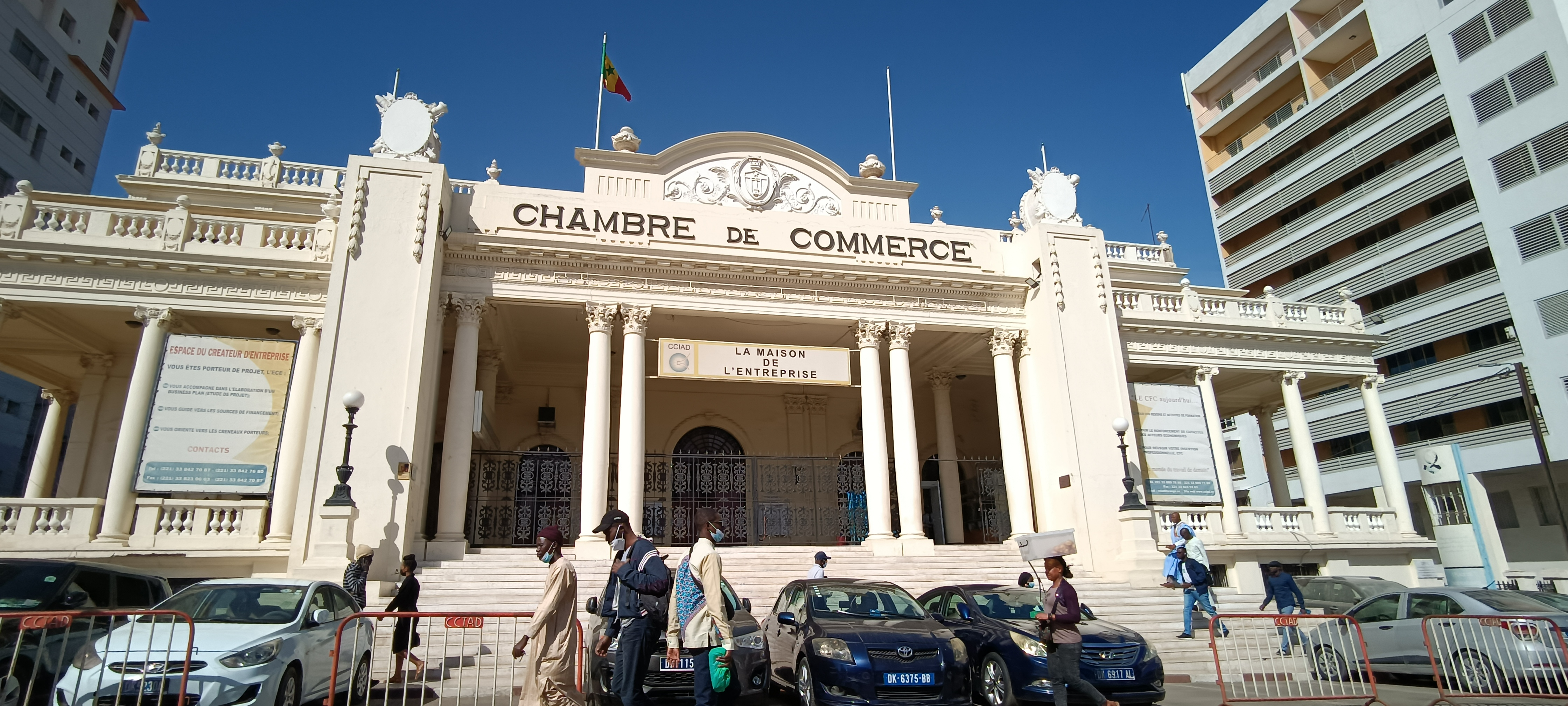
La Chambre de commerce, se trouvant sur la place de l'indépendance, de style coloniale.

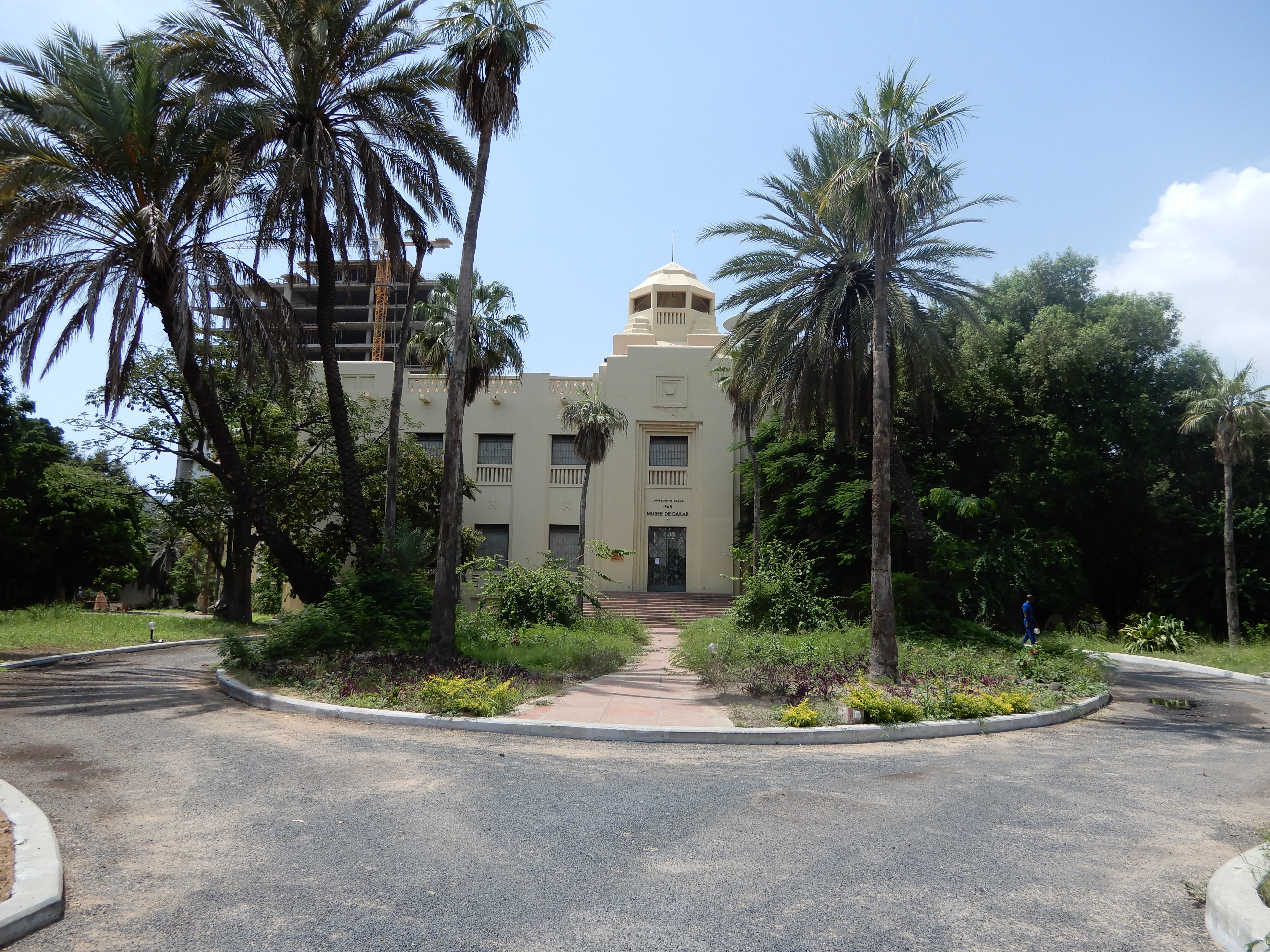
Le Musée de l'IFAN, de style néo-soudanais.

Parmi les bâtiments et lieux d'intérêt architectural, il y a la gare de Dakar, le musée de l'IFAN, la Place de l’indépendance, l'hôtel de ville, le siège de l'Assemblée nationale, le palais présidentiel ainsi que les bâtiments de l'île de Gorée.

### Lieux de culte
Parmi les lieux de culte, il y a principalement des mosquées musulmanes. Il y a aussi des églises et des temples chrétiens : Archidiocèse de Dakar (Église catholique), Assemblées de Dieu, Église universelle du royaume de Dieu.

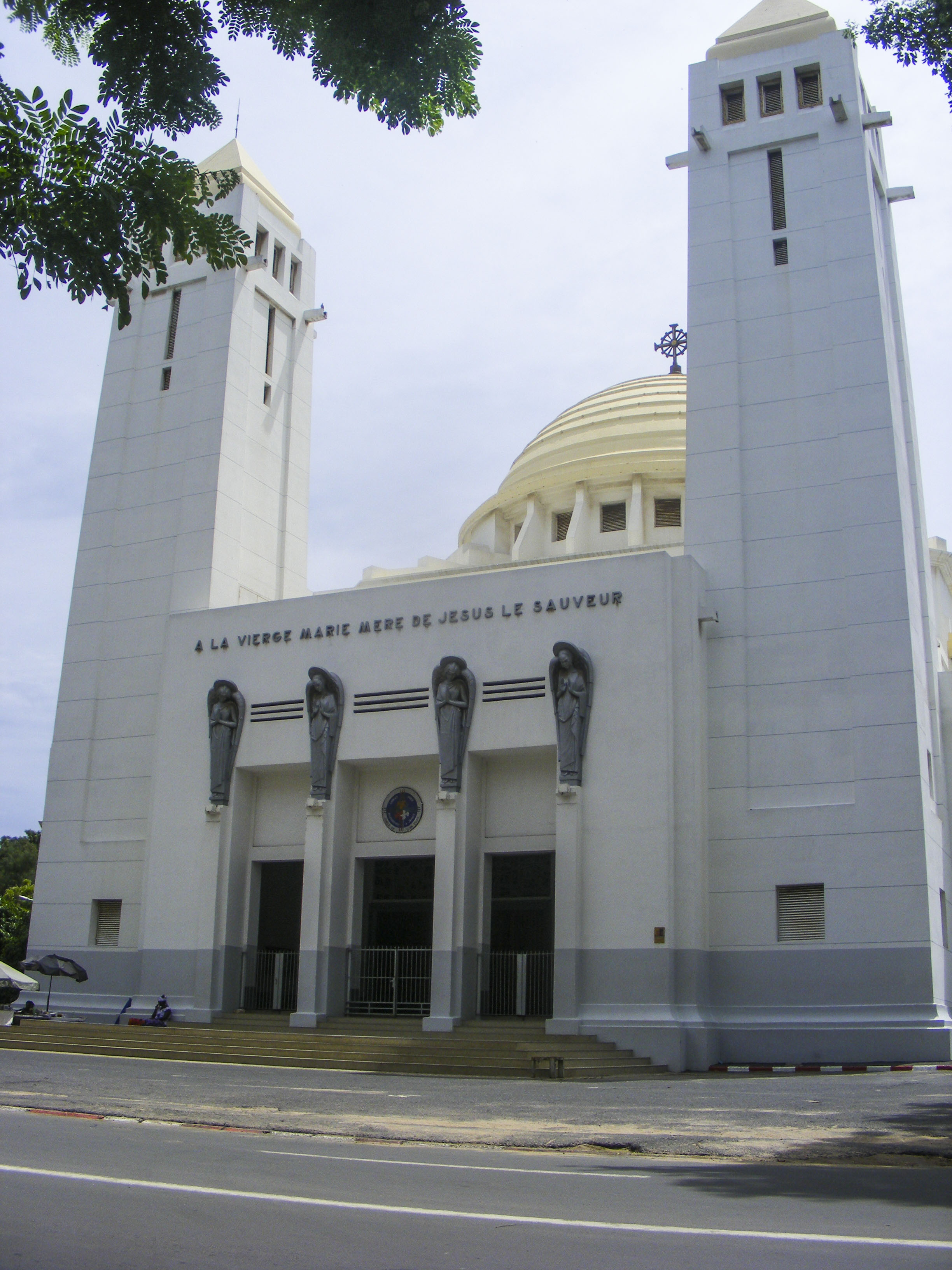
Cathédrale du Souvenir africain de Dakar.
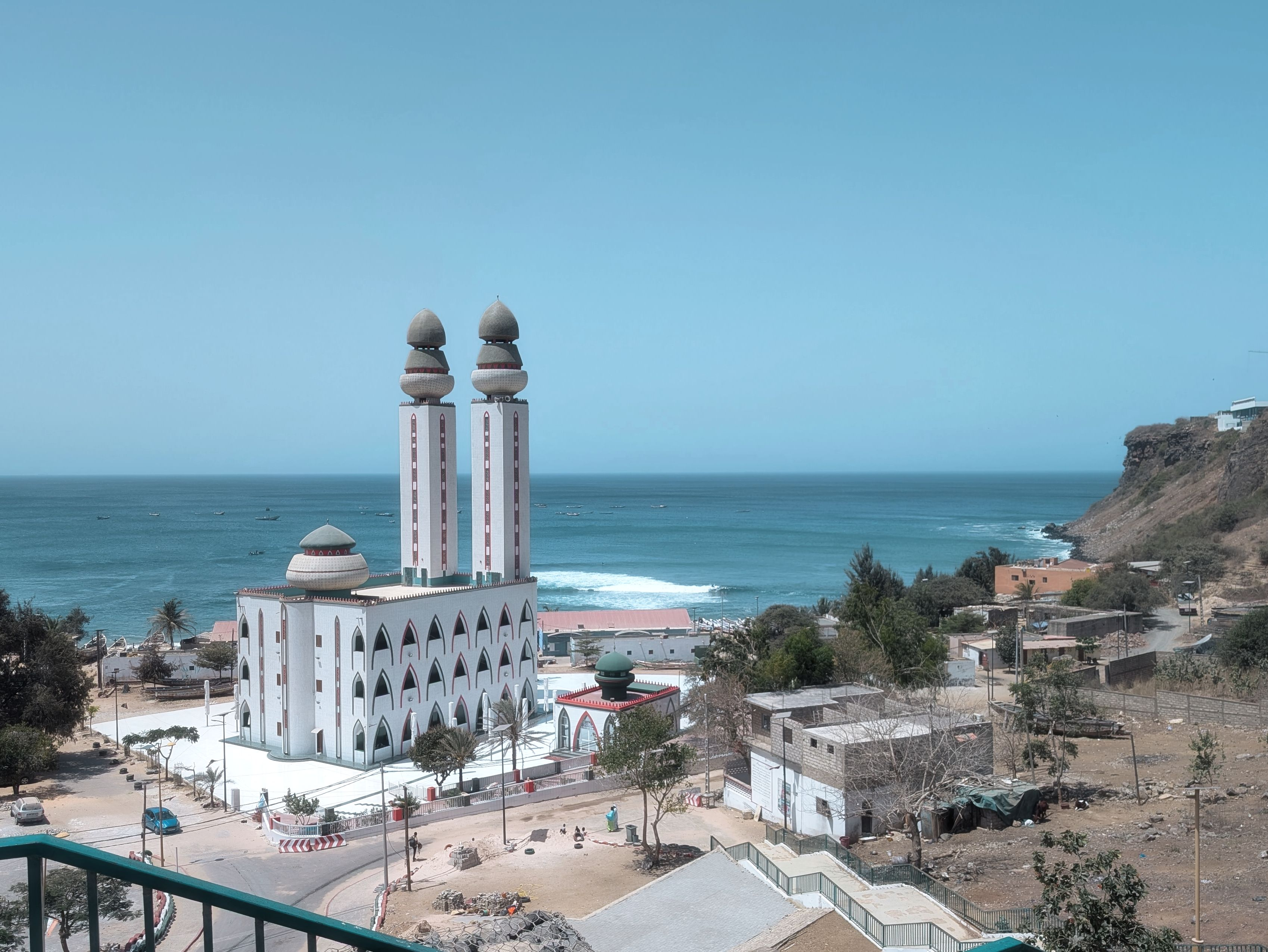
Mosquée de la Divinité.
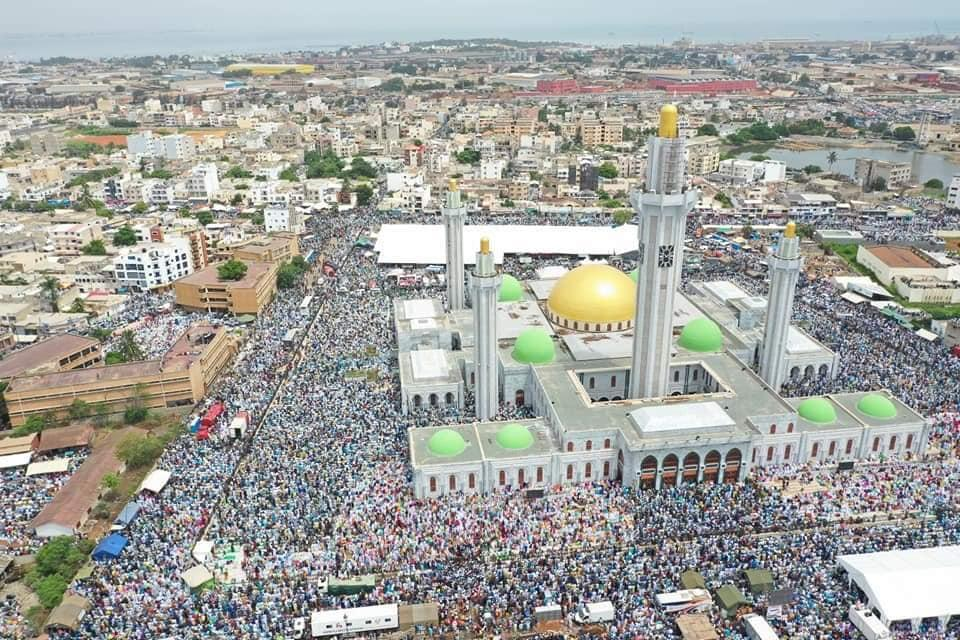
Mosquée Massalikul Jinaan.
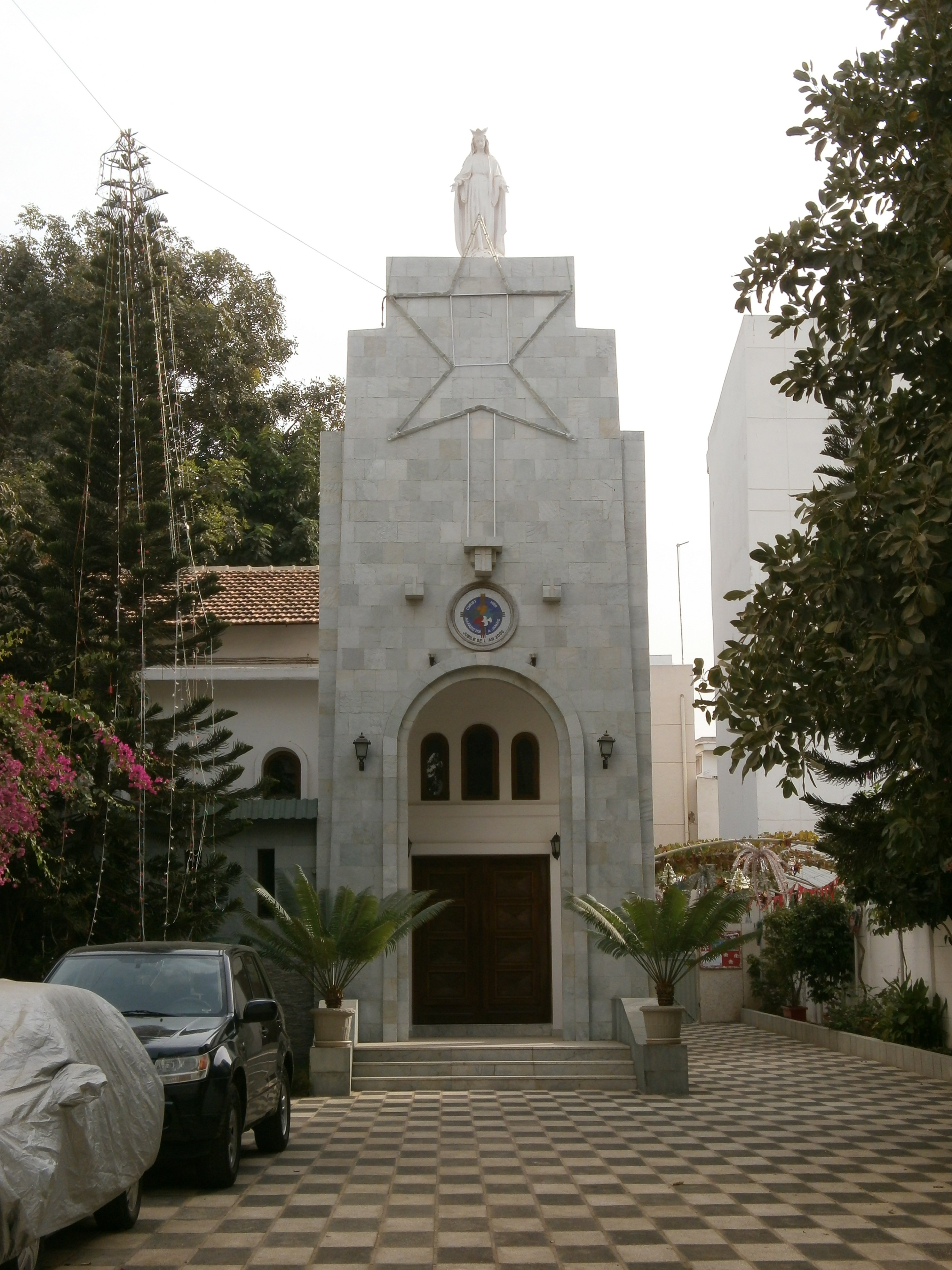
Paroisse Notre-Dame du Liban.

## Sport
Dakar réunit les grandes manifestations sportives et les principales infrastructures du pays, surtout celles dédiées aux sports nationaux que sont le football et la lutte sénégalaise – par exemple le stade Léopold-Sédar-Senghor ou le stade Demba-Diop.
De 1978 à 2008, le Rallye Dakar a fait connaître la ville aux équipages et aux téléspectateurs du monde entier. À la suite de la délocalisation de l'épreuve en Amérique du Sud, l'Africa Eco Race reprend le concept de la course depuis 2009.
Les Dakarois eux-mêmes ne sont pas en reste : il n'est pas rare de les voir courir ou jouer au ballon sur les plages.

Le stade Léopold-Sédar-Senghor au nord de Dakar.
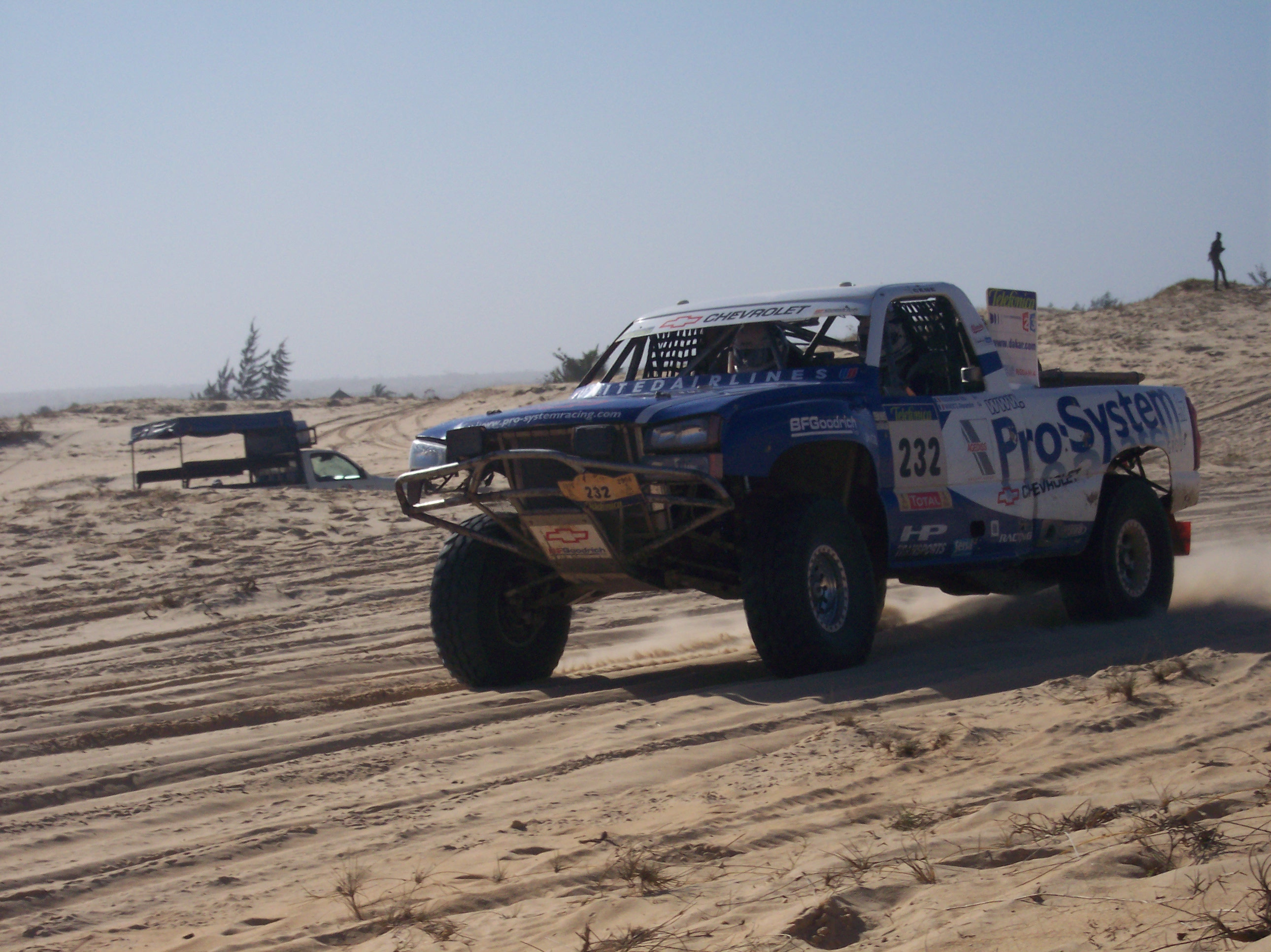
Arrivée du Rallye Dakar au Lac Rose en 2004.
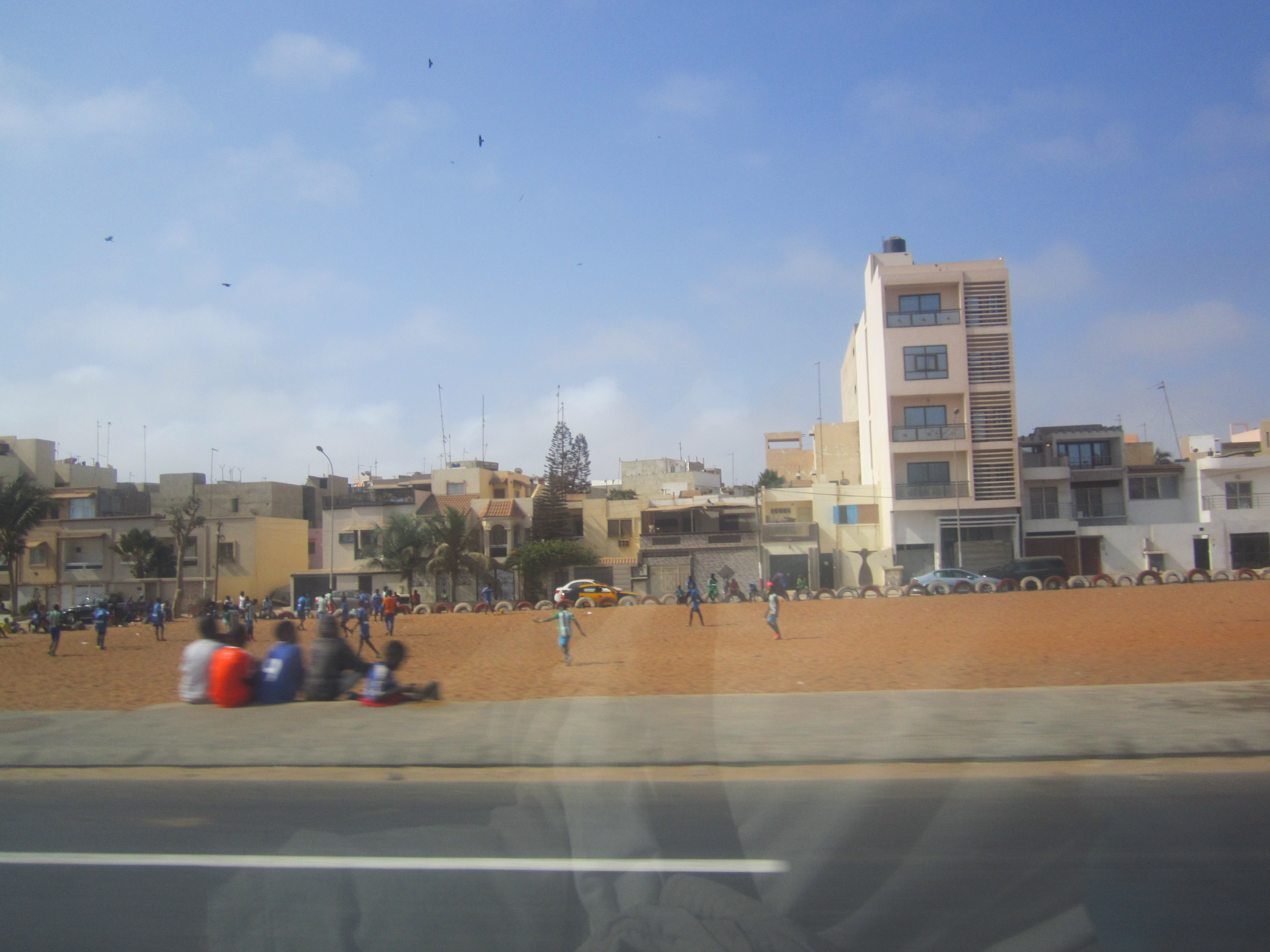
Une partie de foot entre enfants à Dakar.
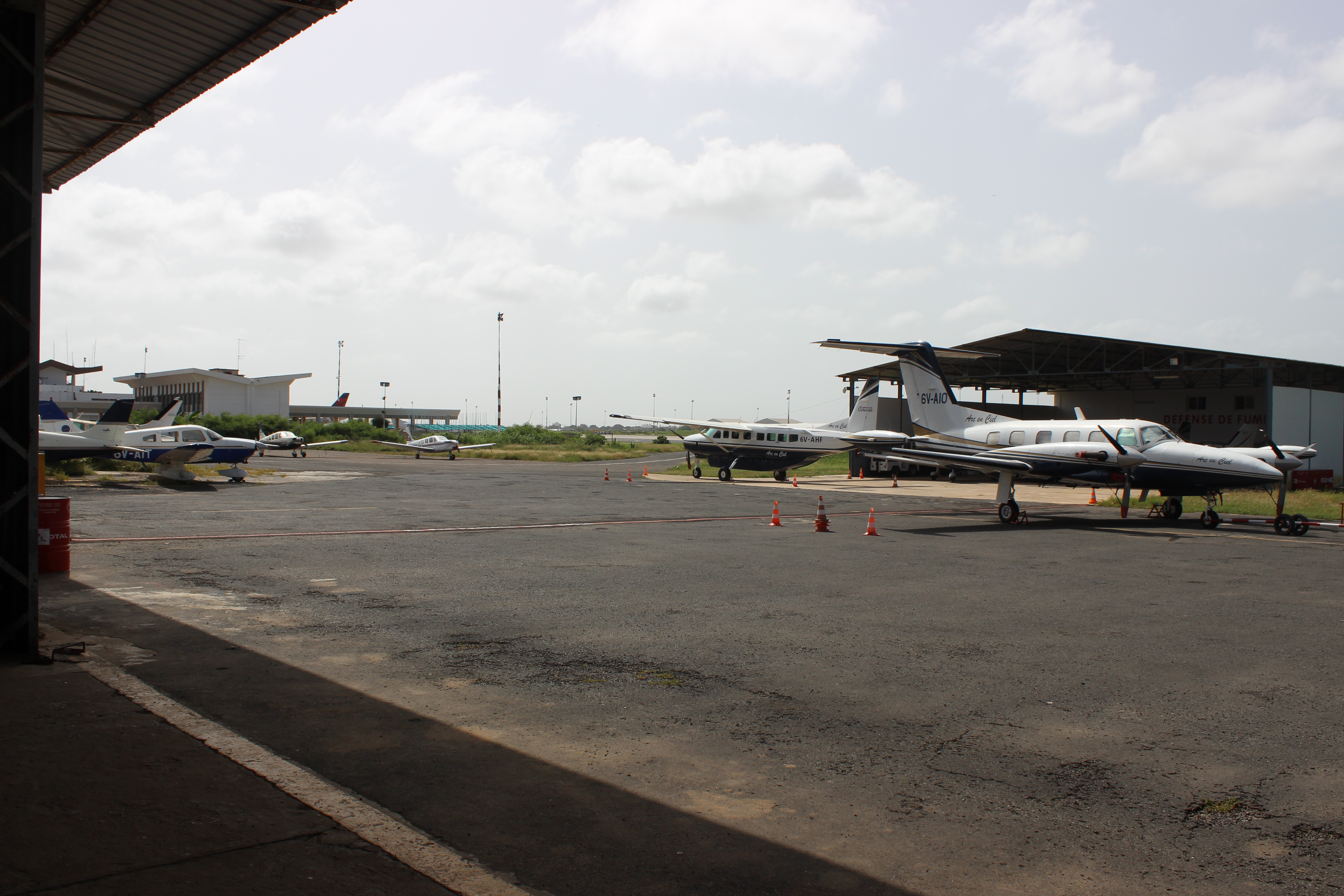
Aéroclub sur le site de l'ancien aéroport.

## Personnalités nées à Dakar

### Politique
- Awa Marie Coll Seck
- Jean-Marie Colombani
- Modou Dia
- Pape Diop
- Abdou Fall
- Cheikh Hadjibou Soumaré
- Ségolène Royal
- Marc Le Fur
- Abdoulaye Makhtar Diop
- Sibeth Ndiaye
- Amadou-Mahtar M'Bow

### Littérature
- Boubacar Boris Diop
- David Diop
- Felwine Sarr
- Mohamed Mbougar Sarr
- Tidiane N'Diaye

### Musique
- Didier Awadi
- Maria de Barros
- Wasis Diop
- MC Solaar
- Tom Frager
- Alioune Kassé
- Ismaël Lô
- Baaba Maal
- Doudou N'diaye Rose
- Youssou N'Dour
- Omar Pène
- Thione Seck
- Freeze Corleone
- Osirus Jack
- Norsacce Berlusconi
- Cathy Guetta
- Karim Ouellet

### Arts plastiques
- Soly Cissé
- Abdoulaye Armin Kane
- Ousmane Sow

### Cinéma et théâtre
- Moussa Sène Absa
- Ben Diogaye Bèye
- Clémentine Célarié
- Ababacar Samb Makharam
- Djibril Diop Mambéty
- Samba Félix Ndiaye
- Jacqueline Scott-Lemoine
- Moussa Touré
- Mahama Johnson Traoré
- Mansour Sora Wade
- Mouss Diouf

### Sportifs
- Ibrahim Ba
- Ibrahima Ba
- Saar Boubacar
- Henri Camara
- Papiss Cissé
- Babacar M'Baye Gueye
- Omar Daf
- Abdoulaye Diagne-Faye
- Pape Diakhaté
- Bertrand Amoussou
- Mamadou Diallo
- Lamine Diatta
- Oumar Dieng
- Papa Bouba Diop
- El-Hadji Diouf
- Patrice Évra
- Souleymane Sané
- Apollo Faye
- Amdy Faye
- Frédéric Mendy
- Victor Mendy
- Amadou Makhtar N'Diaye
- Cheick N'Diaye
- Cherif Ndiaye
- Pape Amadou N'Diaye
- Alassane N'Dour
- Khadjou Sambe
- Mohamed Sarr
- Pape Sarr
- Badara Sène
- Oumar Sène
- Patrick Vieira
- Souleymane Camara
- Dino Djiba
- Souleymane Cissokho
- Jean-Baptiste Mendy
- Idrissa Gueye

### Sciences
- Aissa Wade
- Didier Raoult

### Autres
- Fatou Kiné Camara
- Madjiguène Cissé
- Anta Mbow
- Makhtar Diop
- Abdou Diop
- Khaby Lame
- Aminata Faye

## Galerie

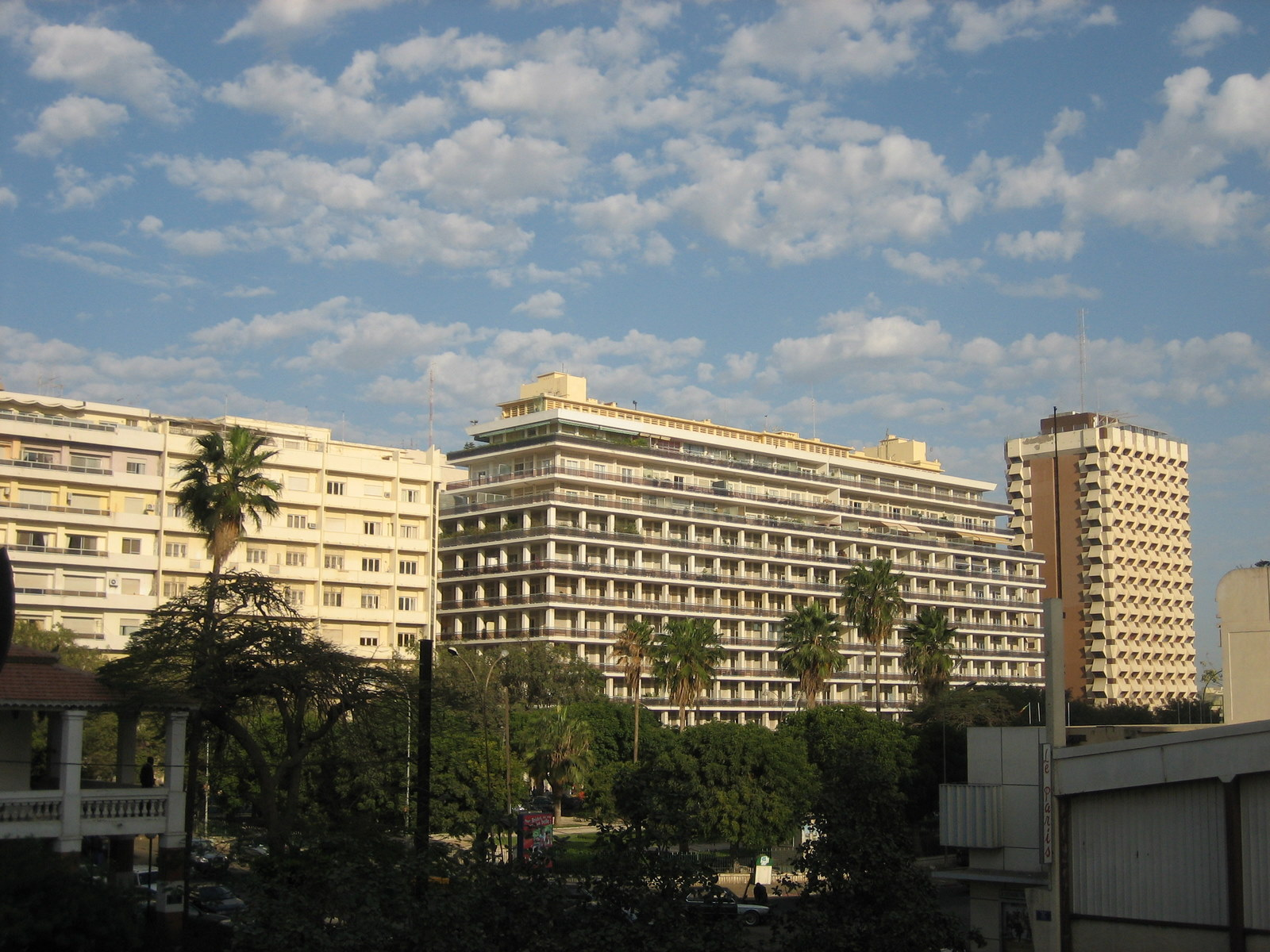
la Place de l’indépendance
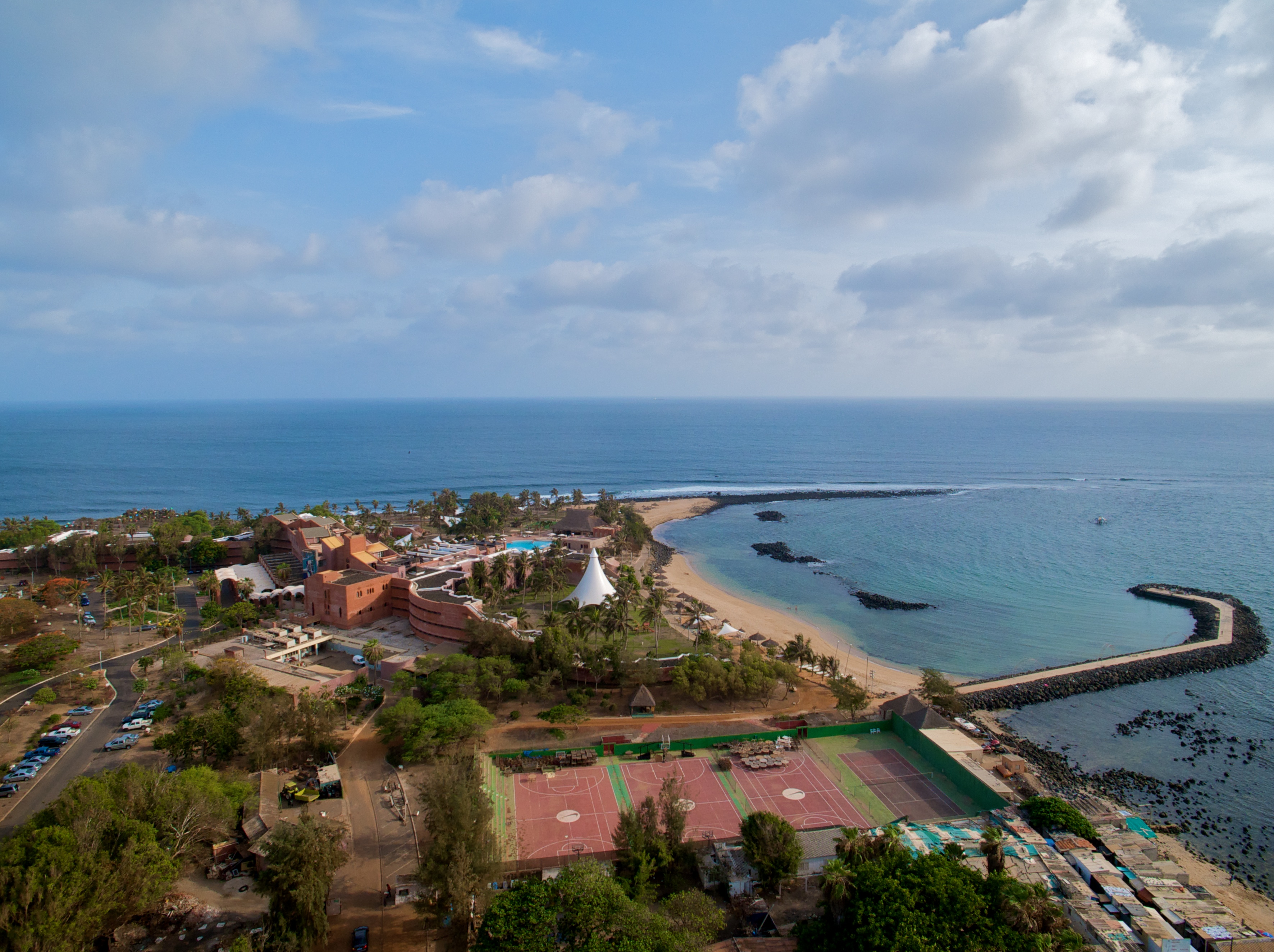
la Pointe des Almadies
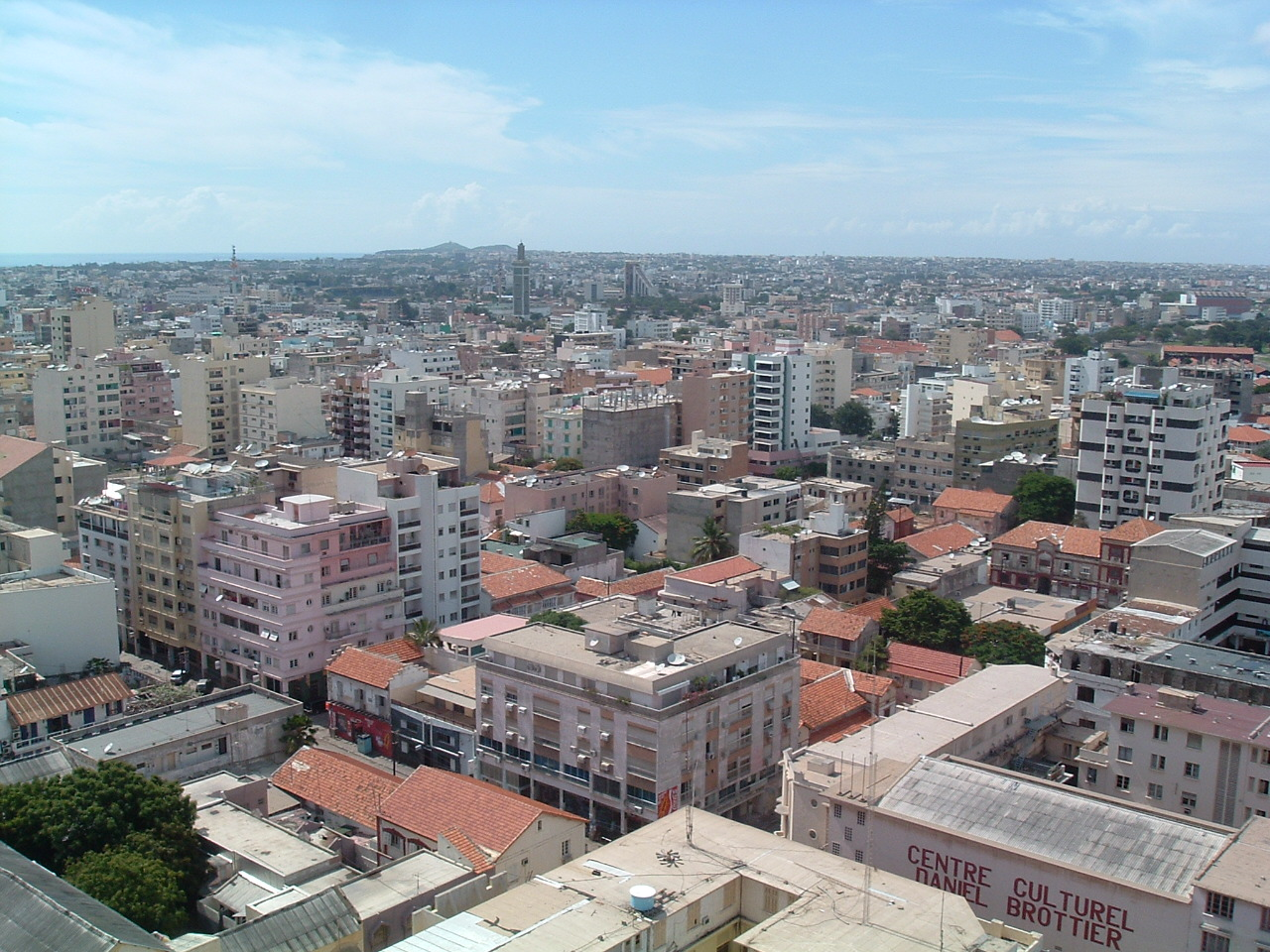
Dakar-Plateau
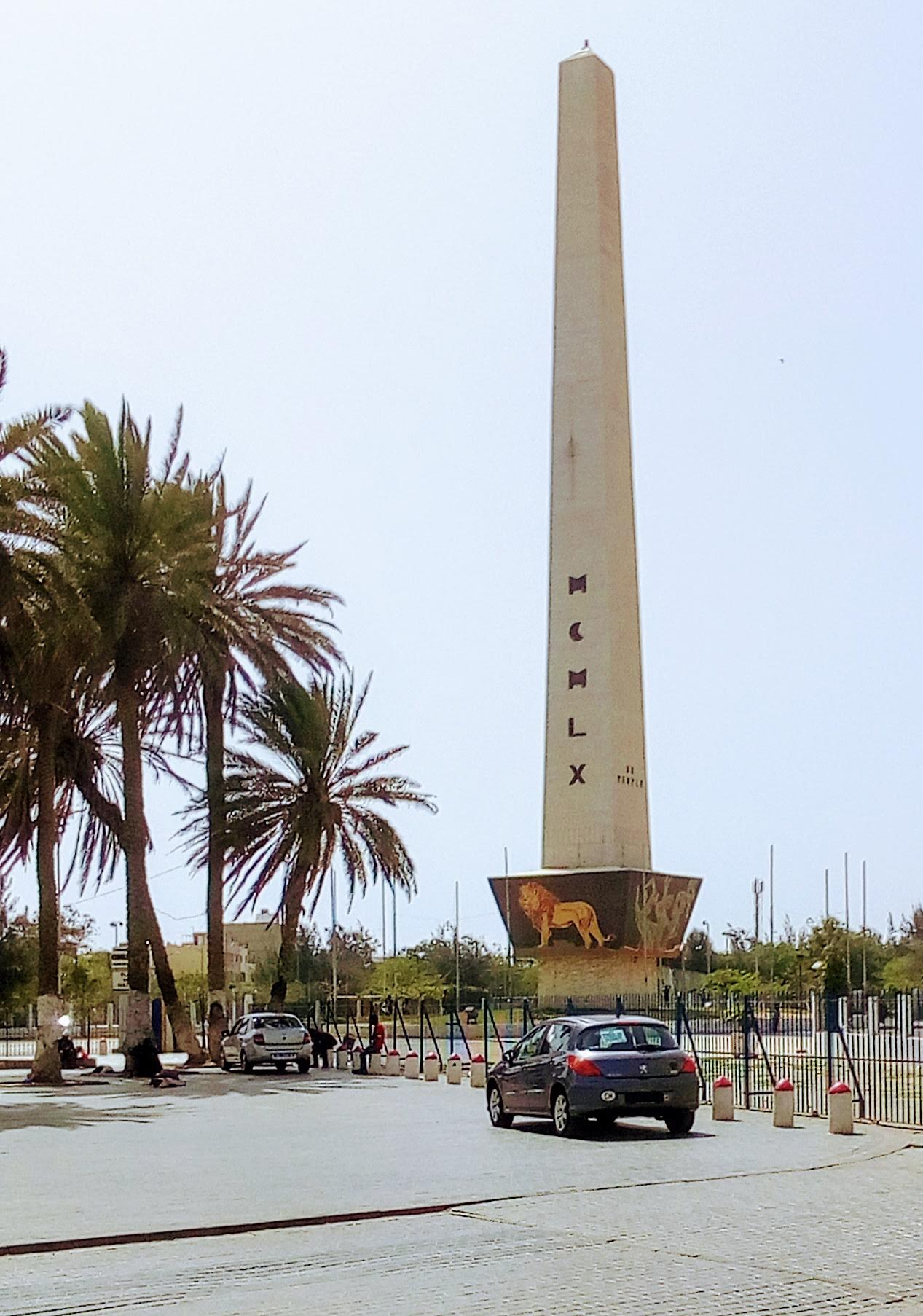
la Place de la Nation avec son Obélisque.

### Filmographie
- (es) 942 Dakar, historia de una familia, film documentaire espagnol, 2008.
- La Petite Vendeuse de soleil, moyen métrage de fiction de Djibril Diop Mambéty, 1998.
- Banlieue-Dakar-banlieue, le calvaire au quotidien, court métrage documentaire, 1999.
- Saudade à Dakar, film documentaire de Laurence Gavron, 2005, 52 min (la communauté des Cap-Verdiens exilés à Dakar).
- Dakar cherche de l'oxygène, film documentaire sénégalais de El Hadji Samba Sarr, 2006, 26 min.